# 南京大屠殺
南京大屠杀（日语：南京大虐殺），日方又称南京事件或南京屠杀事件，是大日本帝国在侵华战争初期，攻占中华民国首都南京后实行佔領與掃蕩時，对于日本军針对南京当地平民与战俘实施的屠杀、強姦、纵火、抢劫等一系列战争罪及反人类罪的统称。 
大屠杀從1937年12月13日攻占南京后开始，并持续6周以上，直至1938年2月。第二次世界大战结束后远东国际军事法庭和南京军事法庭的调查和判决认为，在大屠杀中有20万以上至30万中国平民和战俘遭到日军杀害，其中第一个月约2万中国妇女遭日军奸杀、南京城三分之一的建筑被日军纵火烧毁。
由於一直缺乏充分紀錄大屠杀的文獻，歷史學家在戰後多年內仍難以準確分析该次屠杀。因日本政府在战时进行的意识形态宣传政策，其国内媒体受到管控，而隨軍記者受到軍部的廣泛干預，對戰爭的報導多需符合日本的宣傳要求，導致大量紀錄被修改或刪除。最終，留存下来的大屠杀证据大多为当时仍处在南京的欧洲人或美国人所拍摄影像资料和目击证词。直到1945年日本投降，世人才能逐步開始認識此事件。至今尽管日本公众與官方教科書中对大屠杀仍有不同观点，但几乎没有观点完全否认事件的发生，曾于战争期间服役的日本老兵亦证实了南京大屠杀的真实性。 
关于南京大屠杀的争议主要围绕事件性質以及其死亡人數展开；自1947年南京军事法庭审判以来，中国方面主張认为约有30万人在大屠杀中遇难，而战后的日本政府雖然承认攻佔南京后对许多非战斗人员“发生过杀害非战斗人员和掠夺等行为”，但对遇难人数却保持暧昧不清的态度。目前，各方都对遇难人数的具体估算存在诸多观点，其中有部分日本官員和學者，以及保守派人士辯稱大屠杀是战争背景下的特別作戰行動，致雙方不規範衝突等論點，意图縮小、推脫罪责或抹黑戰後判決以企圖翻案，甚至有日本右翼民粹主义者认定大屠杀为盟軍栽贓，或是為了政治宣传目的而捏造，对此事件持完全否定观点。
至今，围绕大屠杀的争议仍然是中日关系中的一个主要障碍，因為涉及东亚地区国家间关系的中心问题與高度政治化的立場問題，互相影響著至今中日学界對此事件的研究。

## 背景
繼卢沟桥事变後，1937年8月13日，日軍進攻上海，同時為摧毁中國的抗戰意志，從8月15日至12月，對中國首都南京城實施無差別轟炸:130。起初日軍對外號稱可以在幾個月內快速擊敗中國，不料遭遇三個月的頑強抵抗才攻破沿岸地區，使日本陸軍在初期大失面子。1937年11月中旬日軍加強從上海轉往內陸的行動，中国抵抗戰力逐漸被瓦解，在淞沪会战失败后决定坚守首都南京。11月20日，蔣介石任命唐生智為南京衛戍司令官。12月8日，日军全面占领南京外围阵地，因為日軍登陸後受限於本身的資源不足，经常沿路进行掠夺强征作为补给来源，如有不从即进行杀戮。另外日軍受上級指示加速推進進攻戰線以及心理想報復上海會戰、通州事件等耳闻的情況下出現大量殺害戰俘的行為。10日開始，日軍对南京城垣阵地展开猛攻；12日，南京卫戍司令部下令弃城突围撤退。12月13日，南京淪陷:66。之後日本軍對中國同胞大規模屠殺長達6週:66。

### 淞滬會戰

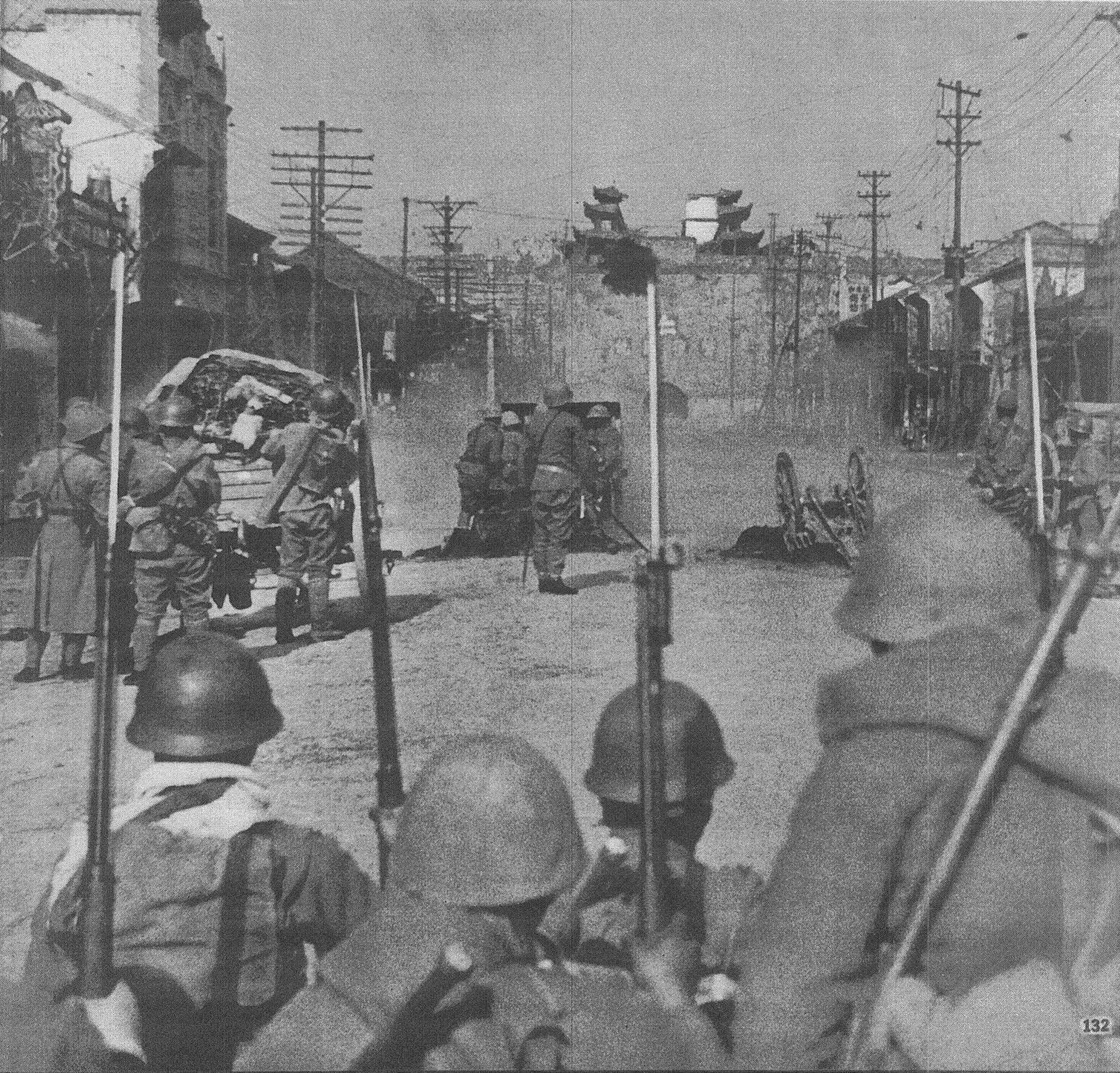
1937年12月12日，日军攻击中华门

在上海戰場上，日軍遭到中國軍隊強有力之抵抗，三個月後才佔領上海:130。从1937年8月到11月，国军在上海与日本上海派遣军已经进行近三个月惨烈而胶着的战争。战事在日本第10军从杭州湾登陆之后急转直下，侧后被袭的中国守军全线撤退。在日军的迅猛追击下，国军的撤退变成混乱无序的溃逃。军事委员会此时深感事态严重，在17日和18日三次开会讨论南京防务问题。会议上多数将领认为部队極需休整，而南京在军事上无法防御，建议仅作象征性的抵抗，只有唐生智以南京是国家首都、孙中山陵寝所在，以及国际观瞻和掩护部队后撤等理由，主张固守南京。中華民国最高領袖蒋介石期望保卫首都的作战对德国的外交调停有利，并且以为能够等到苏联的军事介入。出于内政和外交上的考虑，蒋介石最终采纳唐生智的建议，决定“短期固守”南京1至2个月，於11月26日任命唐（階級上將）為南京衛戍軍司令长官，负责南京保卫战。副司令長則為羅卓英及劉興。
隨後，日軍各部隊分三路開始向南京進軍:130。根据坚守南京的决策，軍事委員會在12月初日军接近南京城之前共调集约13个师又15个团共10万余人（一说约15万人）的部队保卫南京。这些部队中有很多单位刚刚经历在上海的苦战和之后的大溃退，人员严重缺编且士气相当低落，而國民黨臨時抓來的壯丁大多没有完成训练，軍紀極差。唐生智多次公开表示誓与南京城共存亡，对蒋介石则承诺没有命令决不撤退。为了防止部队私自过江撤退，唐生智采取背水死战的态度。他下令各部队把控制的船只交给司令部，又将下关至浦口的两艘渡轮撤往武汉，还命令第36师封锁从南京城退往下关码头的唯一通道挹江门，而撤退的訊息卻未傳達到負責封鎖的部隊知曉，使得國軍在撤退過程中出現瘋狂的自相殘殺情景，这一“破釜沉舟”的命令给后来的悲剧性撤退埋下隐患，造成許多無辜民眾與士兵溺斃，屍體迅速堆滿江面，慘不忍睹。
11月20日，中華民國政府发表《国民政府移驻重庆宣言》，政府机关、学校纷纷迁往内地，很多市民也逃离南京。在6月有101.5万城乡居民的南京市，12月初，常住人口据估计只有46.8万至56.8万人，但这并不包括军人和从前方逃亡到南京的难民。22日，本着人道主义精神留在南京的二十多位西方侨民成立南京安全区国际委员会，他们提出在南京城的西北部设立一个给平民躲避炮火的安全区。29日，南京市市长宣布承认安全区国际委员会，并为安全区提供粮食、资金和警察。唐生智还承诺将部队撤出安全区。12月5日，国际委员会收到日本政府模棱两可的回覆，随即开始安全区的工作。

### 从上海到南京的事情經過

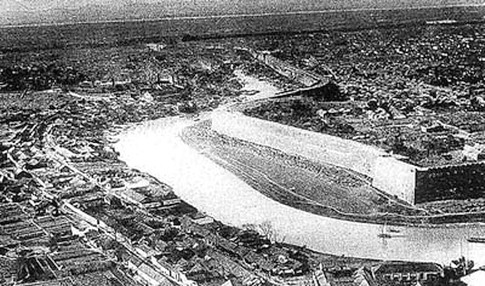
南京城墙

日本原本打算在上海附近消灭中国军队的主力，从而迫使中国政府屈服。然而，日本上海派遣军在淞沪战场苦战三个月，受到惨重的损失，日本决策层在是否直接进攻南京的问题上产生分歧。考慮到苏联在北方的军事威胁，日军参谋本部次长多田骏等人主张“不扩大”战事:104。因此，11月7日东京将上海派遣军与第10军临时编组为华中方面军的时候，将方面军的作战区域限制在苏州、嘉兴一线（即“制令线”）以东:94。而日军战地指挥官却强烈要求进攻南京：15日，柳川平助的第10军无视参谋本部的命令，决定趁中国军队溃退“独断敢行”地“全力向南京追击”:107；22日，方面军司令官松井石根鼓动参谋本部放弃“不扩大”方针，称“为了使事变迅速解决，乘现在敌人的劣势，必须攻占南京”:105。11月下旬，日军上海派遣军和第10军全面越过“制令线”，分别沿着太湖的南、北两侧开始向常州、湖州进攻:108。鉴于前线进展迅速的既成事实，24日东京大本营废除“制令线”，并在12月1日下达攻占南京的正式命令:109。12月1日，日本最高統帥部向松井石根為司令官之華中方面軍（包括上海派遣軍和第十軍）下達命令：「華中方面軍司令官須與海軍協同，攻佔敵國首都南京。」:130日本裕仁天皇下令中支那方面軍進攻南京，同日，蔣介石要求史達林加入對日作戰，然而遭到否決。於是日本軍向南京推進:130。日本軍快速推進下，部分素質不佳的預備役部隊也參與，沿途造成混亂并实施暴行。
其間，日軍各部根據「給養就地徵發」之軍令，在前往南京途中普遍進行燒殺淫掠:130。进攻南京的作战开始后不久，疯狂前进的作战部队就把辎重部队远远抛在身后，由于日军原本没有深入内陆作战的后勤准备，部队立即面临着粮食供给中断的严重问题，日本军司令部于是下达实际是要部队抢劫的“就地征收”命令。日军在抢劫中通常伴随着奸淫妇女的暴行，为了消除自己抢劫和强奸的证据，日军除了杀死受害人，还经常放火烧毁整个村庄。
| “                                                      | 日军作战的指导者……下达：“在当地征收粮食，以谋自活”的征收命令。……自从命令下达后，罪恶感就消失了，军人们变成到处偷袭抢夺谷物、家畜来充饥的匪徒。……这个就地征收命令，使下级官兵发狂，不但抢夺粮食，并且强暴中国妇女。……下级队长就指示……意思就是要湮灭证据。……所以，下级官兵们为了保护自己，毫不考虑的杀掉无辜的中国百姓，这才发展为“南京大屠杀事件”的导火线。 | ” |
| ——日本军上等兵曾根一夫，《南京大屠杀亲历记》[53]:49-52 | |   |
日军在从上海进攻南京的过程中，在南京以外的金山、杭州、苏州、无锡、芜湖、扬州等地犯下一系列暴行，至少3万多人被杀，大量妇女被日軍强奸。1938年1月抵达南京的日本记者石川达三，依据大屠杀期间对日军官兵面对面采访的资料，写成报告文学《活着的士兵》（1945年末得以出版）。此文详尽记述了侵华日军在支塘鎮、古里村、常熟、無錫、常州、丹陽、湯水鎮等地都存在对中国平民的屠杀和劫掠，以及殺害放弃抵抗的中国军人。这些暴行都是南京大屠杀的预演或延续，而南京大屠杀则是日军所有暴行当中的最高潮:97。

### 南京陷落與中国军队撤退
12月8日，日军全面占领南京外围一线防御阵地，开始向外廓阵地进攻。11日晚，蒋介石通过顾祝同电告唐生智“如情势不能久持时，可相机撤退”。12日，日军第6师团一部突入中华门但未能深入，其余城垣阵地还在中国军队手中。负责防守中华门的第88师师长孙元良所部官兵持續與登城日軍展開激烈戰鬥，並擊斃日軍大隊長2名與中尉情報軍官1名，可惜仍無法阻止日軍逐漸控制中華門。下午，唐生智仓促召集师以上将领布置撤退。按照撤退部署，除第36师掩护司令部和直属部队从下关渡江以外，其他部队都要从正面突围，但唐生智担心属于中央军嫡系在突围中损失太大，又口头命令第87师、第88师、第74军和教导总队“如不能全部突围，有轮渡时可过江”，这个前后矛盾的命令使中国军队的撤退更加混乱。会议结束后，只有属于粤系的第66军和第83军在军长叶肇和邓龙光带领下向正面突围，在付出巨大代价后成功突破日军包围，第159师代师长罗策群战死。其他部队长官大多数没有向下完整地传达撤退部署，就各自抛下部队前往江边乘事先控制的船只逃离。这些部队听说长官退往下关，以为江边已经做好撤退准备，于是放弃阵地涌向下关一带。负责封锁挹江门的第36师没有接到允许部队撤退的命令，和从城内退往下关的部队发生冲突，很多人被打死或踩死。12日晚，唐生智与司令部成员乘坐事先保留的小火轮从下关煤炭港逃到江北，此后第74军一部约5,000人以及第36师也从煤炭港乘船过江，第88师一部和第156师在下关乘自己控制的木船过江。逃到下关的中国守军已经失去建制，成为混乱的散兵，其中有些人自己扎筏过江，很多人淹死、或是被赶到的日军射杀在江中。大部分未能过江或者突围的中国士兵流散在南京街头，不少人放弃武器，换上便装躲入南京安全区。
雖然中國國民政府部署10餘萬兵力守衛南京，但日軍很快佔領南京東郊與南郊，用飛機與重炮轟炸市區，到12月13日，南京終於陷落:130。據戰後東京國際軍事法庭查明，「中國軍隊在南京陷落前就撤退了」:66。陷落后，日本随军记者拍摄了一些南京市民欢迎日军进入南京等一系列有争议的照片，南京《金陵晚报》认为，这是日军强迫一些被抓来的中国民众手持日本国旗，站立路边，表示“欢迎”。

## 事件

### 屠杀
日軍在佔領南京時，對城內外大規模「掃蕩」，搜查隱匿在城內之中國士兵，即所謂「便衣隊」；多數未來得及撤退之中國軍人被俘:131。大屠殺中最兇殘的是谷壽夫中將的第6師團及中島今朝吾中將的第16師團:66。
日军攻占南京时在战场上俘虏數萬中国官兵，在日军高层的授意下，这些俘虏都被集体屠杀。因為日軍向來有寧死也不投降的玉碎傳統，對投降的戰俘抱有歧視，便採取「大體不保留俘虜的方針，故決定全部處理之」:194。在搜捕「便衣兵」過程中，日軍根據人們頭上帽箍、肩上、手上之老繭作為判斷是否軍人之證據；但是很多平民也被抓走，即使躲在難民區之平民也不能幸免:131。手法主要是集體槍殺和活埋，以機槍掃射百上萬人，間以步槍點射、刺刀捅戮，焚屍滅迹:66。日軍將捕獲之中國軍民驅趕到長江邊和南京郊外集體屠殺；同時日軍還在南京大街小巷、住宅、寺廟、村莊等處隨意殺人:131。在占领南京后的几个星期裏，日军毫无约束地在城内外游荡，随意杀害平民，被日军强奸、抢劫的受害人也往往被日军杀死灭口。根據1946年中國南京審判日本戰犯軍事法庭調查，確認被日軍集體屠殺並被毁屍滅跡有19萬多人，被零散屠殺、屍體經過南京慈善團體掩埋達15萬多具:131。據統計，被集體屠殺的達19萬人以上，加上零散屠殺，總計達30萬人以上:66。在東京審判之判決書中曾記載：「在日本軍隊佔領的最初的6個星期裡，南京及其周圍被殺害的平民及俘虜就達20萬人以上。……這個數字不包括拋屍長江、挖坑掩埋和以其他方式處分的人們在內。」:131
日军对解除了武裝的中国軍警人員以及他们認為是可能參加過抗日活動和適合兵役年齡的中國青壯年，進行過若干次大規模的集體屠殺。二战后，南京军事法庭查证日军在南京犯下的集体屠杀有28案，19万余人受害。
从12日深夜到13日，败退下来的几万中国溃兵和逃难平民蜂拥至挹江门外的下关一带，试图渡江逃离南京。13日，日本陆军第6师团、第13师团、第16师团从三个方向进攻下关，日本海军也逆流而上抵达下关江面，数万中国溃兵和平民被合围在下关沿江的狭长地带。在这一天，即日军占领南京的第一天，日军就杀害大量溃兵、降兵、俘虏以及难民。
日军报称，13日清晨，第6师团步兵第45连队从长江上游向下关进军，途中歼灭一支正在逃离的中国大部队。第16师团从南京城东扑向下关，其中步兵第30旅团的先头部队上午10点抵达下关，用坦克炮和重机枪射杀在岸边聚集和正逃往江上的“溃兵”，用光1万5千发子弹；第33联队前进途中歼灭一千几百名前往下关的“溃兵”；第16师团主力的先头部队在下午2点30分到达下关，在岸边用重机枪及高速炮向在江上漂流的溃兵猛烈射击两个小时，使2,000多人葬身江中。第13师团的山田支队从长江下游沿南岸进击，下午占领乌龙山炮台后通过燕子矶向幕府山炮台前进，途中在幕府山北面长江南岸（即草鞋峡）遭遇大量溃兵和避难民众，山田支队至14日清晨共俘虏14,777人。同一天，日本海军第11战队突破乌龙山封锁线，逆流而上向南京进发，向江上顺流漂浮的溃兵用舰炮、机枪和步枪连续射击。据上海派遣军参谋长饭沼守的日记记录：“海军参谋松田的报告说，13日，11战队大部到达南京下游，歼灭1万乘木筏退逃的敌军。”事实上，日军在江边射杀的“败敌”和“残败兵”中不仅包括中国军人，无疑也有许多想逃出南京的中国平民。
除了在下关江岸和江面的“歼灭战”，日军13日还杀害大量未能前往下关的溃兵和难民。在城东，大批溃兵和难民从紫金山与幕府山之间向东逃亡时，撞上在这一带扫荡的中岛今朝吾第16师团。该师团步兵第30旅团旅团长佐佐木到一在日记中记述道：“这天遗弃在我支队作战区域内的敌军尸体超过一万几千具，此外，再加上装甲车在江上歼灭的，以及各部队的俘虏，我们支队共解决两万以上的敌军。”
留在南京的美国人贝茨曾看到日本人贴出告示，劝说中国人做日军劳动队的义工，并谎称过去曾是中国士兵或者参加过劳动队的人，只要参加劳动队即可既往不咎。贝茨注意到有200个男人在南京大学接受了这个条件，他们被押走后当晚就被处决了。贝茨在远东国际军事法庭上作证时讲述了此事，并因此在法庭上指控日军背信弃义。:169
1937年12月13日，《東京日日新聞》（即現在的《每日新聞》）報導兩名日本軍官的「殺人競賽」。日軍第16師團富山大隊副官野田毅、炮兵小隊長向井敏明:69，在其長官鼓勵下，彼此相約「殺人競賽」，商定从上海到南京時，誰先殺滿100人為勝者。他們從上海殺到南京，向井敏明殺了89人，野田毅殺了78人，因皆未滿100，「競賽」繼續進行。12月10日中午，兩人在紫金山下相遇，彼此軍刀已砍缺了口。野田謂殺了105人，向井謂殺了106人。又因確定不了是誰先達到殺100人之數，決定這次比賽不分勝負，重新比賽誰殺滿150名中國人。這些暴行都一直在報紙上圖文並茂連載，被稱為“皇軍的英雄”。《東京日日新聞》（即现在的《每日新闻》），连续刊登该报四名随军记者浅海、光本、安田、铃木分别从中国江苏省常州、丹阳、句容、南京等地发回的现场报道，详细报道了此二人在无锡横林镇、常州车站、丹阳奔牛镇、吕城镇、陵口镇、句容县城、南京紫金山等地刀劈百余人的经过。这些报道不仅仅时间、地点明确，杀人过程及数字清楚，而且同时还配发了照片。日本投降後，這兩個戰犯以在作戰期間，共同連續屠殺俘虜及非戰中人員“實為人類蟊賊，文明公敵”的罪名在南京进行审判并被執行槍決。布拉德利·坎贝尔 (Bradley Campbell) 因为日军在成功且确定地占领南京后依旧对中国人进行单方面集体屠杀而将南京大屠杀描述为种族灭绝。讓-路易·馬戈林則認爲南京大屠殺不應被視爲種族滅絕，因爲在數千頁的日記、信件、報告、電報、文章中，沒有系統性地試圖使南京人口消失的證據。

### 强奸与性虐待
日軍進入南京後到處搶劫、縱火，南京城南最繁華之商業區和人口密集之住宅區是受害最嚴重之地區，主要街道幾乎都成廢墟；而在搶劫、縱火同時，日軍還有組織或分散強暴婦女，甚至對在難民區避難之婦女也不放過，衝進那裡對婦女強姦:131。在日軍占领南京之后一至两个月内，约有2万至8万名中国婦女遭到日军强奸。日军不分晝夜並在受害婦女的家人面前施行強暴。很多妇女被轮奸，有些婦女甚至會被日軍強姦數次，類似的事件往往導致有婦女受不住日軍的折磨而死。受害人如果试图保护她的亲属或是稍有反抗，往往就被日军杀死，母亲身边的孩子因为哭闹也经常被日军一并杀害。此外，日軍還强迫亂倫行為，不从就加以杀害。日军对妇女的大规模强奸和虐杀直到1938年2月才有所收敛。德國人約翰·拉貝在1938年1月14日給上海理事會主任W.邁爾之信：「約兩萬名婦女和姑娘被強姦。」:131從10來歲的幼女到70歲的老婦，無一幸免；不僅遭蹂躪，還受割乳、剖腹等凌辱:66。
日本政府與軍方當時對日本國民新聞封鎖，但南京大屠殺之暴行遭到世界輿論譴責:131。约翰·马吉牧师记录了一起典型的强奸灭门惨案。12月13日，30个日兵闯入夏淑琴一家与房东居住的门东新路口5号，他们先杀死房东夫妻和夏淑琴的父亲，摔死了夏淑琴母亲怀里的1岁婴儿，之后轮奸母亲和另一个房间裏16岁、14岁的两个姐姐，她的祖父母在试图保护孙女的时候被杀死。之后日兵杀死惨遭强奸的母女，并且在她们的阴道裏插进瓶子和木棍。当时7岁的夏淑琴和她4岁的妹妹被刺刀扎伤，她们因为昏死过去而幸存下来。最后，日兵杀死房东的两个孩子，4岁孩子被刺死，2岁孩子被用军刀劈开脑壳。
留在南京的南京大学美国籍历史系教授贝茨在远东国际军事法庭作证，三个临近住家的女人被强奸，而且发生了五次，在士兵强奸时他正好碰上。而他的一个朋友目睹了一位妇女被17个日本士兵接连不断地强奸。在12月15日，仅在南京大学的一栋楼里就有30个女大学生被强奸。三天后18个女孩在校园里六处不同的地方被日军士兵强奸。此外在南京大学校园内惨遭强奸的受害者包含9岁的小姑娘以及76岁的老妇。大学校园里的其余女性都处于极度恐慌的状态。而当时的日本驻华大使馆就位于南京大学旁边:169。
日军在南京期间对女性的奸淫恶行是在军官默认、纵容、鼓动下的集团性暴力。日军发现女性就加以奸淫的现象非常普遍，而日军军官通常不会将其作为违纪行为加以处理。不仅如此，日军军官还把放纵士兵强奸作为鼓舞士气的工具。为了让部下发泄在上海战场上几个月的苦战中积郁的不满情绪并且鼓动部下进攻南京，日军军官向士兵宣传只要攻入南京“就可以拥有漂亮的姑娘”、“杀人、放火、强盗、强奸都可以”。日军举行入城仪式后，数万日军闯入城内，一周之内就有8,000以上中国女性遭到奸淫。魏特琳在金陵女子文理学院设立的收容所是日本士兵搜索“花姑娘”的主要目标之一。日军占领南京十几天后，罪行累累的各部陆续离开，而留在南京执行“警备”的第16师团仍然在长期进行强奸作案。1938年1月下旬，天谷支队接替16师团之后，强奸案件进一步增加了。

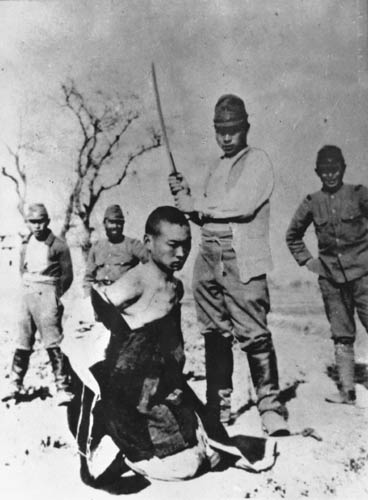
日军正挥刀斩杀中国平民

### 劫掠与纵火
日军攻占南京初期，5万士兵从难民那里抢掠大量生活用品和食物，再用军用车辆把所謂的戰利品运走。除了日本军人，少数日本随军记者也加入到徵收的行径当中並記錄之。南京沦陷之后的六个星期的混亂之内，市民治安嚴重惡化，城内所有的建筑物都遭遇不等的損失，盜賊常将住宅、商店、机关、仓库等建筑洗劫一空，即使各国使馆也未能完全幸免。如留在南京的南京大学美国籍历史系教授贝茨曾亲眼看到一支日军后勤队，这群士兵的队伍长三分之二英里，满载高等的红木和黑木家具。他在远东国际军事法庭作证时还说，作為日本盟友挂着德國國旗的德国商社也被纵火。:169
12月18日，日軍於南京故宮飛行場舉辦陸海軍合同慰靈仪式。从12月19日或20日开始，日军开始在市内纵火。日军在洗劫商店之后，经常将其付之一炬。市区南部从中华门到内桥、从太平路到新街口以及夫子庙一带是南京主要的商业区，几乎全被烧光，整个市区约三分之一的建筑物被焚毁:140-147。据统计，城内外23.8%的建筑被纵火焚毁，63.0%的建筑遭到劫掠，因各种原因遭到破坏的建筑合计88.5%，这些破坏绝大多数都是日军在占领南京時造成。在占领南京后的一两年重建期内，日军、日本宪兵还强占大量中国人的店铺、住宅和建筑，有的直接由日军占用，有的则无偿交给来到南京的平民。
中国文化珍品也遭到大掠夺。据统计，南京市共损失古物26,584件，计商代青铜器、玉器等珍贵文物，字画7,720幅、书籍45,979册。

## 人道救助

### 南京安全区

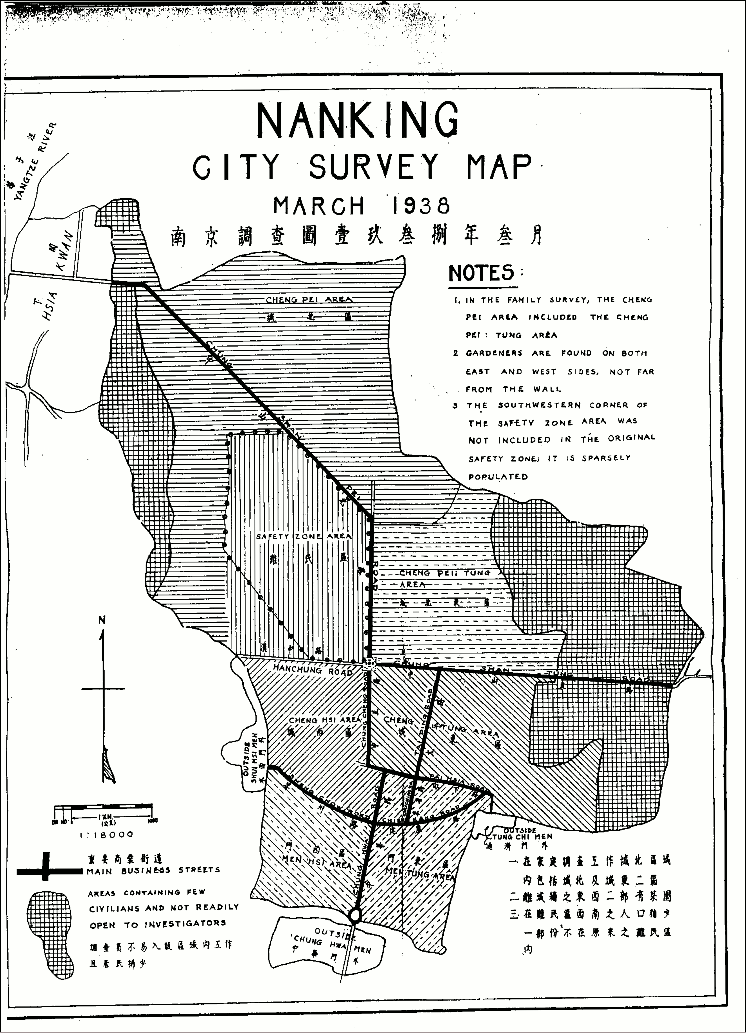
地图中可见安全区范围

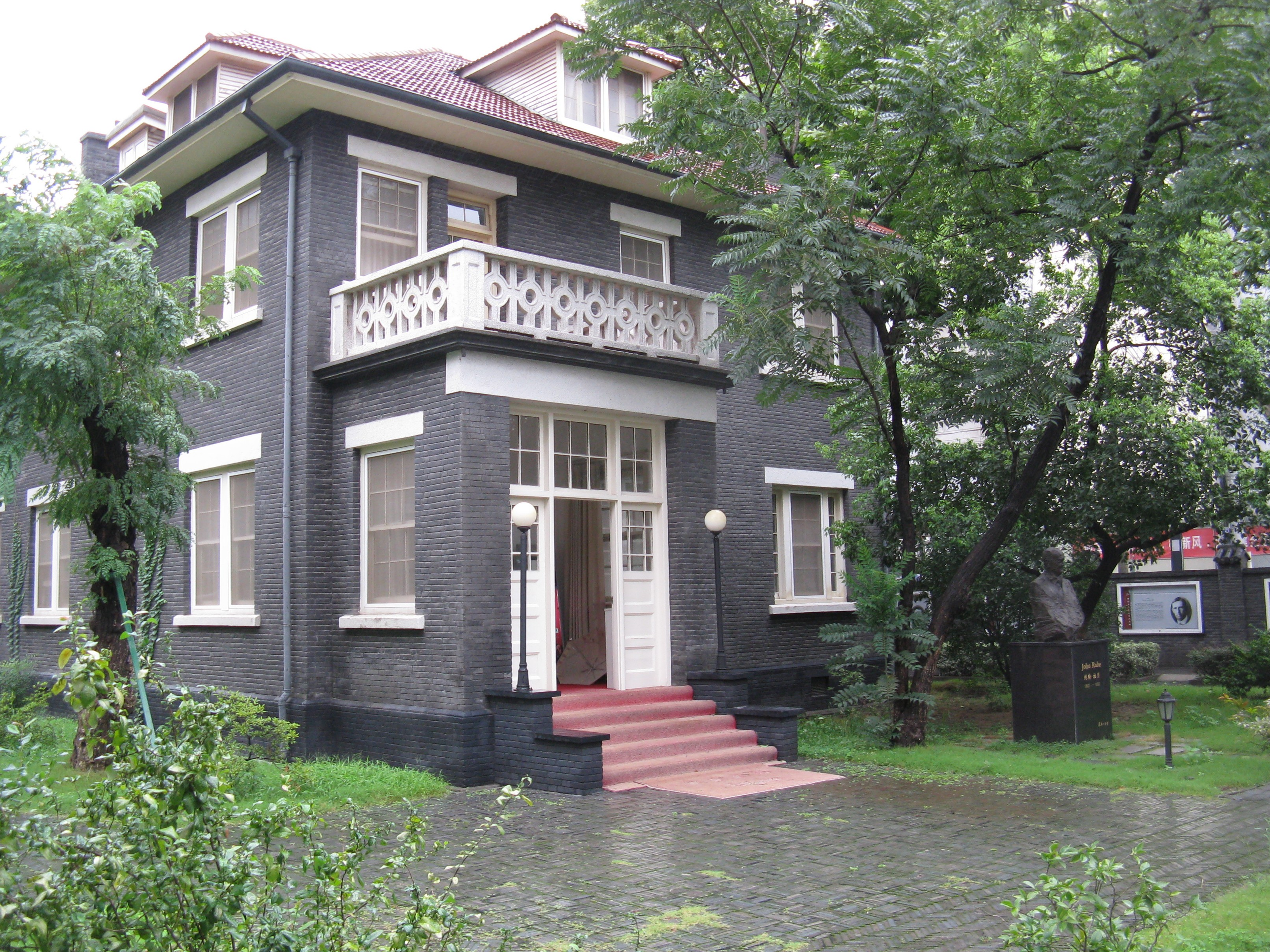
约翰·拉贝当时的住所，曾保护很多中国人，现为国际安全区纪念馆

鑒於日軍進攻南京之形勢，為在最危急時能使未及撤退南京之難民有一個躲避之住所，1937年11月間，留在南京之外籍人士代表決定成立一個國際救濟機構，定名為「南京安全區（難民區）國際委員會」:130。1937年11月22日，留驻南京城内的西方人决定仿照饶家驹神父在上海建立南市难民区的模式建立一个“南京安全区”，给来不及撤退的中国难民提供避难所。他们成立名为“南京安全区国际委员会”的私人机构，推举西门子洋行驻南京代表德國商人约翰·拉贝任主席。国际委员会划定的南京安全区以美国驻华大使馆所在地和金陵大学、金陵女子文理学院、金陵神学院、金陵中学、鼓楼医院等教会机构为中心，占地约3.86平方公里，四面以马路为界：东面以中山路为界，从新街口至山西路交叉路口；北面从山西路交叉路口向西划线至西康路；西面从上面提到的北界线向南至汉口路中段（呈拱形）再往东南划直线，直至上海路与汉中路交叉路口。界內分設25個難民收容所，最多時收容難民約25萬人:130。
中国政府承认安全区，承诺实现安全区的非军事化，并且提供给国际委员会现金、粮食和警察。日本方面拒绝承认安全区，但是表示只要安全区没有中国军队驻扎，日军不会攻击安全区。但日军占领南京后，并未遵守与国际委员会的约定，强行闯入安全区，劫掠财物、姦淫妇女，大肆抓捕青壮年并予杀害。国际委员会就此多次向日本使馆及日军当局提出抗议，要求按国际惯例对安全区予以保护，但是日军暴行并未收敛。
南京安全区国际委员会下属26个难民营，其中25个在安全区内，分设在交通部大厦、华侨招待所、金陵女子文理学院、最高法院、金陵大学等处，另有设在城东南双塘的1个难民营。

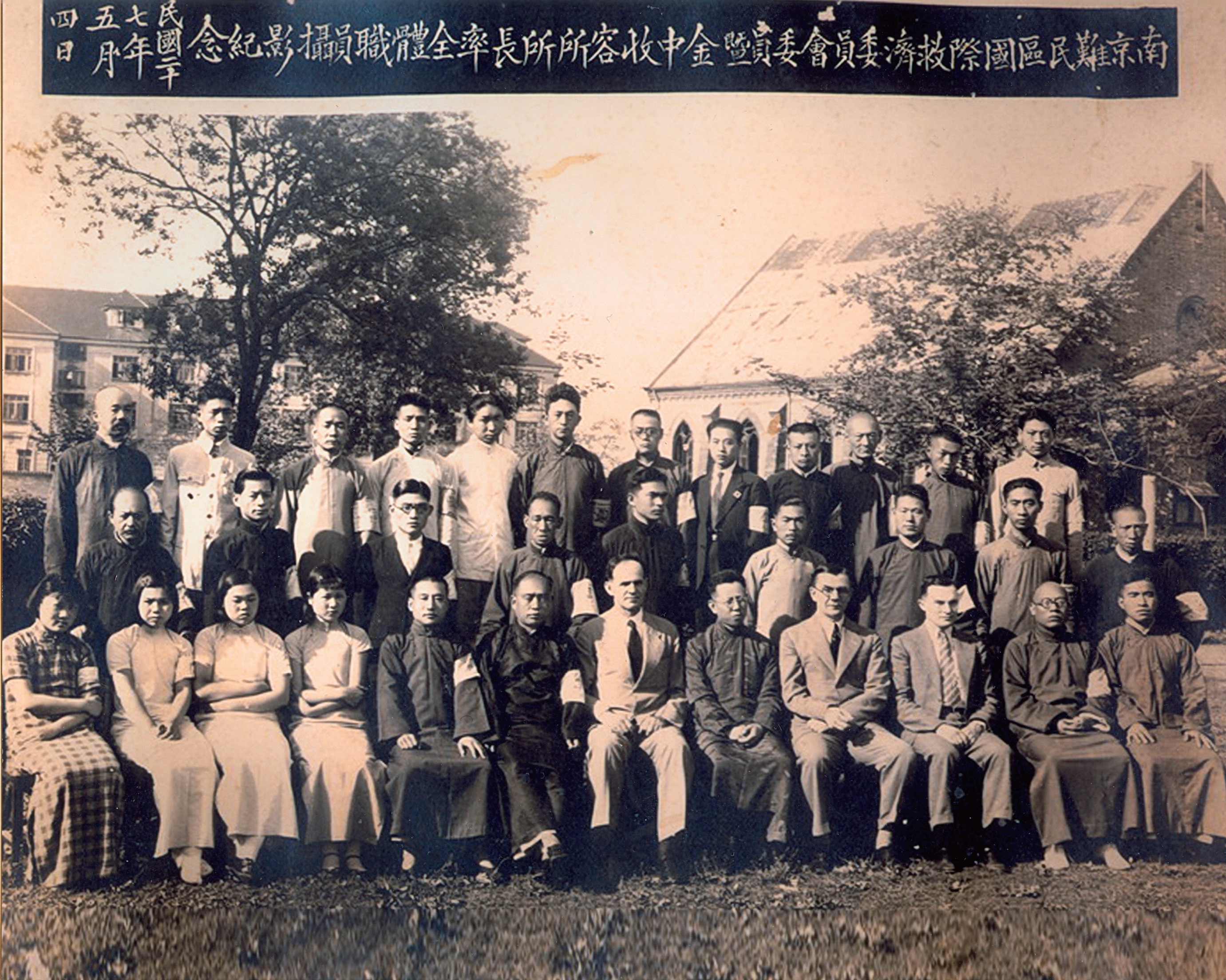
1938年4月，南京难民区国际救济委员会委员暨金中难民收容所所长率全体职员摄影纪念。

12月23日，日軍在南京設立自治委員會，为关闭安全区做准备（第六章第一节）。1938年1月底，虽然暴行仍在继续，日军却声称已经恢复南京城的秩序，强迫安全区内的难民还家。日本軍佔領南京後，於1938年2月下令解散南京國際安全區國際委員會，強行命令平民離開難民區:130。2月18日，南京安全区国际委员会被迫改称“南京国际救济委员会”，国际委员会及难民区不复存在，最后一批难民营被迫于1938年5月关闭。
在日军入城后长达数月的屠杀期间，安全区内有25万人，难民所直接管理的难民最多时有7万人。为了救助数量庞大的难民、维持他们的生活、并庇护他们少受日军伤害，国际委员会及国际红十字会南京委员会的20多位西方成员和数百名中国成员，为此艰苦斗争。

### 其他避难所
在大屠杀期间，除了国际委员会组织的收容所，在城内外还有一些中国人和欧洲人自发组织的难民营，如城北下关的和记洋行、东北郊外的栖霞寺和江南水泥厂等。
南京城外东北郊的句容县、江宁县和栖霞山一带是日军首先进攻的地区，大量青壮年被杀，妇女被掳走强奸。附近的江南水泥厂和栖霞寺仿效南京安全区的做法设立难民营收容附近的农民，其中也有少数未能撤离的中国官兵。江南水泥厂与丹麦史密斯公司（F.L. Smidth co.）和德国禅臣洋行有商业合同，因此在战前请两家公司派代表与留守员工一起守护厂内财产。德商派卡尔·京特任代理厂长，丹麦人辛德贝格稍后到达，两人在厂区收容难民最多时有4万至5万人。京特和辛德贝格在水泥厂树立了德国和丹麦旗帜，使日军不来侵扰。栖霞寺住持寂然法师在寺内也设立收容所，最多时有2.4万难民。
城北和记洋行曾收容大量难民，据应当在一万人以上，但在这里避难的难民大部分被日军捕去杀害。根据幸存者的证词记录，仅12月14日一天日军就从和记洋行带走并屠杀数千人。此外，江北六合县的葛塘集难民营约有难民2,000人，城东南的剪子巷老人堂收容530多人。

## 遇難者人數與後續處理

### 收尸记录
对南京大屠杀期间遇难者尸体的掩埋和处理大致有五个途径：
1. 红卍字会、崇善堂、红十字会、同善堂等慈善团体的掩埋；
2. 南京市民自发组织与一家一户的掩埋；
3. 南京安全区国际委员会雇工掩埋；
4. 南京市、区伪政权及其下属机构的掩埋；
5. 日军部队的掩埋与毁尸灭迹。

根据已发现的资料，南京当时8家慈善团体共埋尸19.8万具。其中：世界红卍字会南京分会埋尸43,123具。据该会1945年的《民国二十六年至三十四年慈善工作报告书》及所附埋尸统计表记载，从1937年12月22日至1938年10月30日，在城内收埋1,793具，城外收埋41,330具，其中女尸75具、孩尸20具。世界红卍字会八卦洲分会在八卦洲江岸收埋被射杀的死者尸体、江中浮尸以及打捞江中尸体，正式资料提及埋尸1,557具，又有该会函件提及处理尸体1万余具。南京崇善堂埋尸112,266具。该堂在战后提交给军事法庭的统计显示，在1937年12月至1938年5月1日，该堂在城区收埋7,548具，在城外收埋104,718具。该堂埋尸的“前期资料”较少。中国红十字会南京分会收尸22,691具。该会1938年1月5日以前在南京下关、和平门一带收埋8,949具，此后得到日军许可后留下按日记载的收尸记录，到5月底又收埋13,742具。南京市同善堂收埋7,000余具。该堂掩埋组组长刘德才在战后南京军事法庭审判谷寿夫时出庭作证：“我同戈长根两个人所经手掩埋的尸首就有7,000多了”。南京代葬局收埋1万余具。代葬局掩埋队也受雇于南京伪政权。掩埋队队长夏元芝于1946年为汉奸嫌疑辩护时称：“曾率领代葬局全体掩埋伕役，终日收埋被惨杀军民尸体万余具”，这一数字得到当年掩埋伕役的确认。顺安善堂收尸约1,500具。1940年12月该堂在一份调查登记表中称：“迄至南京事变后，对于掩埋沿江野岸遗尸露骨，人工费用约去陆百元。”按照当时一般收尸付费4角计算，约收埋1,500具。明德慈善堂收尸700余具。当时的堂长陈家伟在1940年12月的文件中称：“雇用伕子十余人，掩埋尸首”、“廿七年春，掩埋七百余具”。众志复善堂也参与埋尸，但是具体数目不详。
当时民间的4支市民掩埋队共埋尸4.7万余具。其中：城西市民掩埋队，由湖南木商盛世征出资雇工，收埋上新河地区死难者遗体28,730具。城南市民掩埋队，由平民芮芳缘、张鸿儒等组织难民30余人掩埋尸体7,000餘具，其中难民尸体5,000余，中国军人尸体2,000余，分别埋葬在雨花台山下和望江矶花神庙等处。回民掩埋队，由鸡鹅巷清真寺王寿仁以“南京回教公会掩埋队”、“南京市红卍字会掩埋队”名义掩埋尸体400余具，所收尸体以回民为主。北家边村民掩埋队，由北家边万人坑唯一幸存者严兆江带领，收尸6,000余具。
与日军合作的南京市和各区伪政府以多种方式处理尸体，有据可查的埋尸数量有7,000余具。下关区在南京城西北，伪区长刘连祥1938年1月30日报告，经过半个月工作，在下关、三汊河一带收埋尸体3,240具。第一区在城东南部，伪区公所在1938年2月工作报告中称当月收埋尸体1,233具。第二区在城西南部，最近发现该区伪公所的两份文件中提到请崇善堂掩埋了区内两处遗尸共27具。第三区在城东北部，最近发现该区伪公所曾请崇善堂、红卍字会掩埋区内多处遗尸10余具。1938年底，伪南京市政公署督办高冠吾命伪卫生局派掩埋队收集中山门外灵谷寺至马群一带遗骨3,000余具，葬于灵谷寺之东，立“无主孤魂之碑”记录埋尸经过。
日军在支持中国团体处理尸体之外，也直接进行埋尸和毁尸的处理。日军战俘太田寿男1954年供认日军动用部队处理的尸体总数达到15万具。近年来发现的日军官兵的日记、书信和回忆也明确证实，日军曾大量直接掩埋遇难者的尸体，或是将尸体焚烧，或是投入江河、水塘之中。
|                                                                                              | 整个码头，是一座黑黝黝的尸山。有五十个或许一百个人影在其间来回走动，他们在往江裏拖尸体。痛苦的呻吟，流淌的鲜血，痉挛的肢体，再加上哑剧般的寂静。对岸隐约可见。就像月光下的泥泞一样，整个码头在微微闪光，那是血。不久，结束了作业的“苦力”们被迫朝着江岸站成一行。“哒哒哒……”机枪的声音，仰身，倒下，就像跳舞似得，这一伙人落入江中。结束了。……“约有两万人。”一个军官说。 |
| ——《朝日新闻》特派记者今井正刚，《文艺春秋特辑：我在那里——目击者的证言》1956年12月号:286-288 | |

### 遇难人数

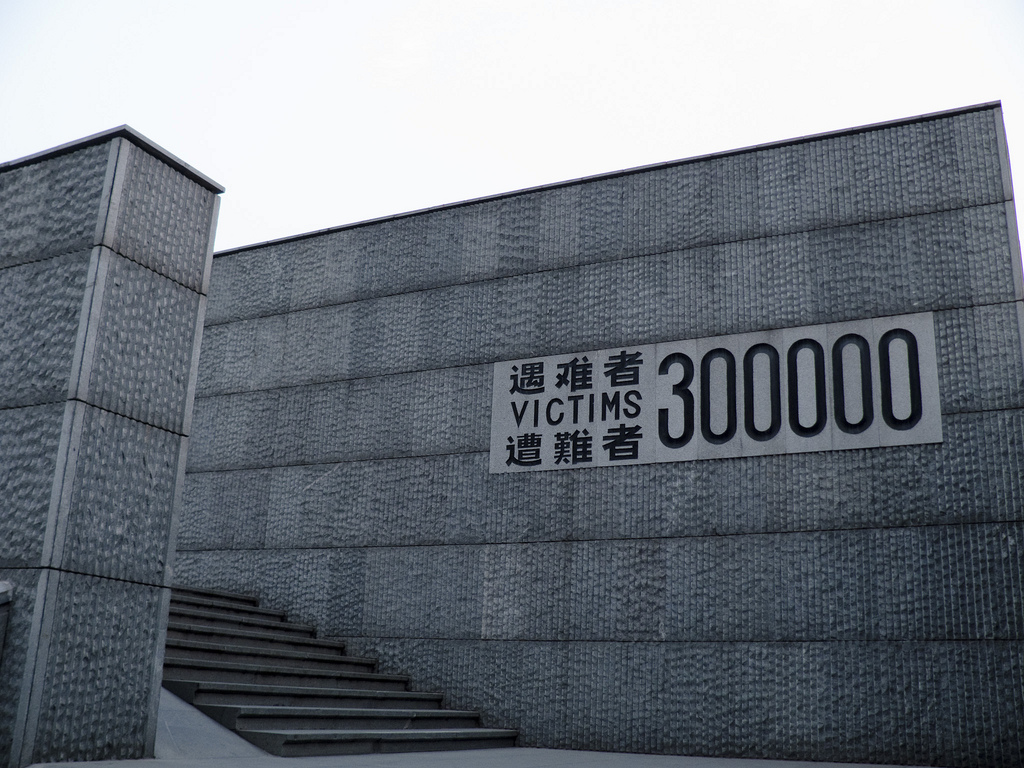
“300000”受害者的数字刻在侵华日军南京大屠杀遇难同胞纪念馆的墙上。这个数字在中国已经成为侵华日军对中国人民造成深切苦难的象征

南京大屠杀遇难人数一直是各方争论的焦点，而且至今各方没有一致的结论。长期以来，中国政府和学界坚持采信30万的遇难人数，这是国民政府在战后军事法庭的相关审判中确认的。不过近几年来，随着新的史料的发现，中国学者的态度发生一定变化，如孙宅巍曾表示，在日本承认侵华日军在南京大规模屠杀的前提下，具体遇难人数“是30万再多一些，还是30万再少一些，应当是可以讨论的”。日本内阁会议于2007年4月24日通过一份答辩书，暧昧地表示对于南京大屠杀“不能否认发生过杀害非战斗人员和掠夺等行为，但在具体的被杀害人数上存在各种议论，政府作出断定是困难的”。而日本学界对遇难人数的主流看法，从数万至十万以上的中国人遭到日军杀害都有，同时日本极右翼分子则否认南京大屠杀的存在，他们把东京审判的结果看作是强加给日本的“东京审判史观”。
对于中国来说，30万这个数字已经成为日本军国主义在战争中对中国人民造成的深切苦难的象征，并且这一由战后南京军事法庭所确认的数字，被当作是对日本侵略者正义审判的结果的一部分。因此，在日本右翼试图美化和否认侵略战争的背景下，来自日本的对这一数字的质疑就会被中方理解为日本对侵略历史的否认，从而激起中方对这一数字的进一步守护和确认。而在日本，对于右翼来说，30万这个数字被认为是中国式的夸张，更是“东京审判史观”的象征，而中方对这一数字的强调，则被日本右翼看作中国对日本施加政治压力的一张历史牌。
实际上，要根据现有的档案、证词以及其他历史记录得出在南京大屠杀中遇难的确切人数或者较准确的估计数是非常困难的。首先，有关大屠杀的第一时间原始档案十分匮乏。南京从1937年大屠杀发生直至1945年战败，都在日军占领之下，因此直到1946年中国国民政府正式还都南京之后，南京临时参议会6月11日成立以后才正式开始对南京大屠杀的调查。而且，对还原大屠杀经过最为重要的日本官方文件，已经被日本方面在战败前后有计划地销毁和隐藏。例如，日军共有57个步兵大队直接参加对南京的进攻作战，但其中只有16个大队陆续公开当时的《战斗详报》和《阵中日记》:156。
其次，中方在战后进行调查时遇到诸多困难，最终提交的数字也有争议之处。除了缺乏资料和众多大屠杀事件的受害者已经遇难之外，幸存者之中有的因为对自身补偿不抱希望而对调查十分冷漠，有的则因为对于受害感到羞耻而隐瞒自身的情况。在遇难者遗体数量的统计上，由于大量尸体被焚毁和抛入长江，这一部分的数字只能进行估计，而在尸体掩埋的统计上，崇善堂提供的数字由于没有原始文献而存在一定疑问。另一方面，学者们对大屠杀范围的认识有所不同，这包括遇难者身份、大屠杀的地理范围和持续时间三个方面。中国方面的统计数字通常对战死的军人、被俘后被杀的军人与遇难平民并不加以区别。而一些日本学者则将日军以俘虏兵名义抓捕并杀害的平民归入战死的军人，从而将这一类遇难者排出在统计之外。
关于大屠杀持续时间，战后审判提出日军大规模施暴时间为日军入城的12月13日开始的6个星期，但实际上，日军在南京的暴行至少在12月10日南京战役爆发时已经开始，即使在第二年2月，日军的零星杀戮仍未停止，强奸和抢劫仍然严重。关于大屠杀的地理范围，由于1937年的南京在行政上包括城墙内的8个城区（城区内设有国际安全区）、近郊的6个郊区，以及远郊的8个县，如果采用较狭义的地理统计范围，就会得到较小的数字。由于对遇难者人数的统计范围采用不同的标准，在日本学者中出现相差甚远的结论。例如笠原十九司等“肯定派”为提出的“十万人以上，或接近二十万人，或者更多”，以秦郁彦为代表的“少数派”提出的“四萬人左右”、数千人、数百人，以及认为大屠杀“不存在”的“否认派”。日本一橋大學日本史教授藤原彰在《南京罪行：一種解釋性的概述》一文對日本否定派學者否定南京大屠殺的死亡數字進行批評：「正如日本的保守的修正主義者所言，和平和奴性是可笑的，因為二戰對於日本而言是正義和光榮的。正是這種赤裸的政治邏輯鼓動這群修正主義者不斷否認大屠殺的事實，而這正暴露其學術上的破產。」

## 战时訊息传播

### 战时日本政府的新闻粉飾
日本政府对日本国内媒体施行严格的新闻审查，回国的日本官兵也被命令对在战争中的罪行禁口，这使得相当部分日本国内民众在敗戰之前，都难以了解與紀錄南京大屠杀的详情。战争當時為合理化經濟受圍堵並抹黑中國與西方，以獲得民眾對戰爭的容忍，從1937年12月13日攻占南京後屠杀情況开始持续的6周期間，卻是張燈結彩地宣傳日軍是順利地進入南京，並慶祝協助中國人「推翻」所謂的暴戾國民政府，此外如帕奈號事件發生時，日本也存在曾對此道歉或民眾捐款給中國等行為，基於帝國政府製造的意識形態立場，在佔領地上曾發生過的激烈反抗和社會破壞的事實明顯與之矛盾，因此需要對民眾系統性地掩蓋與全面隱瞞戰爭過程。但是，随着有更多的战时退伍兵返回等情况的变化，來自南京的負面評價口耳相傳，在日本主流媒体之外得以小範圍地传播並被證人們所記住。
日本发动全面侵华战争之后，日本媒体随军记者发出戰果的稿件和照片，都要经过日本军方和当局的严密审查，凡是認為对军方宣傳口徑不利的一律没收，违规發出的记者要受严厉处罚。《读卖新闻》随军记者小俣行男说：“在战场上听到的尽是一些见不得人的暴行，但这些事是绝对不能写的。只让写些什么在战场上邂逅的友情和前后方的佳话等，这类军中的所谓美谈。”:11《中央公论》特派记者石川达三在南京大屠杀期间跟随第16师团进行实地采访，針對這些內部醜聞，写成报告文学《活着的士兵》。杂志社删节四分之一内容后送审，仍被日本政府查禁。石川还被当局以“将虚构作为事实，紊乱安宁秩序”的理由被处以监禁缓刑，编辑和发行人也被处罚。从此战争中日本记者再没有辦法对日军在南京的不正常行為進行監督。日本传媒还被严厉禁止转载中国及西方媒体对南京大屠杀的报道，南京被日本报纸粉饰为安宁祥和的地方。
除了防范新闻媒体以外泄露出日军在中国的犯案過程，南京战役后回国的日本官兵也被禁口。見證过南京暴行的日军士兵曾根一夫后来说：
|  | 为了不使军队在战地的恶的一面让国民知道，在强化新闻管制的同时，对在战地的士兵的泄漏严密封锁。南京攻击战结束后，部分老兵返回国内时就曾被禁口。我也是昭和十五年（1938年）秋返回国内的，在离开所属部队之际，被告诫‘诸位回到国内，征召解除就成了地方百姓了，但作为军人的名誉是值得自豪的，而有污皇军体面的事绝对不许外传。’这是烦琐的说法，要而言之就是‘即使回到国内，离开军队，在战场幹的坏事也绝对不许说’。 |

### 對現今日本的影響

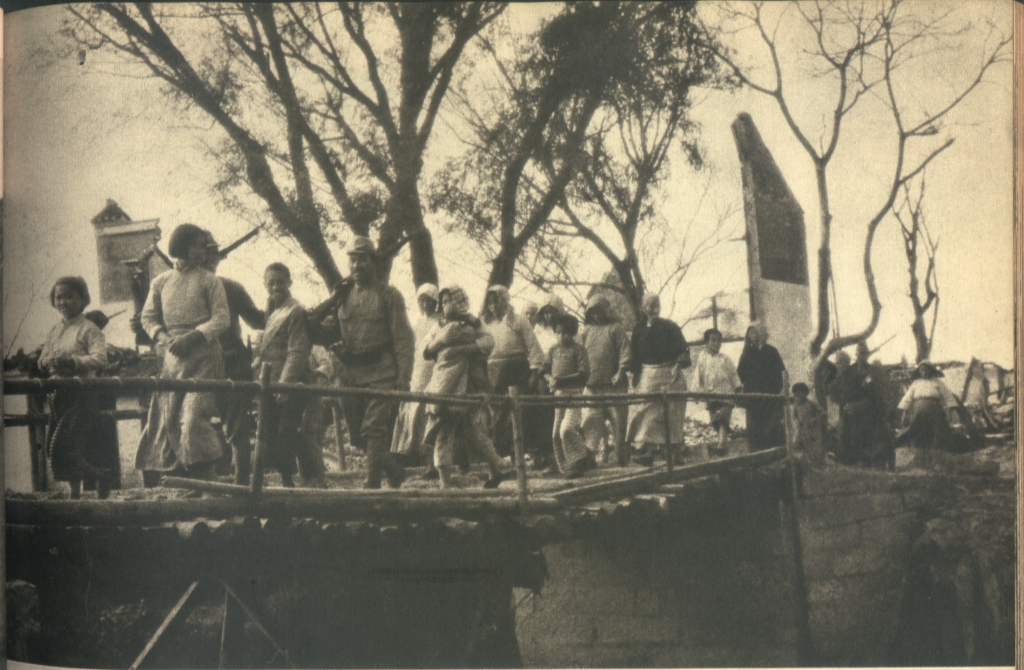
笠原十九司著书《南京事件》中“遭日军绑架的中国妇女”为题的照片。这张照片最早出现于1937年的日本《朝日画报》里，内容是在日军占领下与中国村民和平共处的一幕，但被中国国民政府军事委员会政治部用于反日宣传

日本学者笠原十九司在1997年11月出版的《南京事件》一书中以“遭日军绑架的中国妇女”为题使用了这张照片。次年，日本右翼历史学者秦郁彦在多家历史右翼刊物刊文，指责笠原十九司以及当年的中国国民政府军事委员会政治部在使用这张照片上恶意歪曲事实，理由是使用者们配置了不同于照片摄影者（或首发刊物的编辑）配置的说明。这张照片原载于1937年11月10日出版的日本《朝日俱乐部》周刊，由朝日新闻社摄影记者熊崎玉树（熊崎玉樹）在中国江苏省宝山县盛家桥（现上海市宝山区盛桥地区）拍摄，原标题为“在我军的援助下干完农活后返回村落的日之丸村的妇女和孩子们（我が兵に援けられて野良仕事より部落へかへる日の丸部落の女子供の群れ）”。1938年，中国国民政府军事委员会政治部出版发行的《日寇暴行实录》刊载此照片，并配在“成群结队的江南地区的中国妇女被押往日军驻地遭凌辱、轮奸、和枪杀”的标题之处。最后，此事以该书停售、变更照片以及作者和出版社向各方致歉了结。
2014年，同样使用了该照片的本多胜一的《中国的日本兵》也被历史右翼刊物提出相同指责。本多胜一发表书面声明称“书中已经注明了所用照片的说明都来自中方的调查。不过的确有声音认为中方对照片的使用存在问题。例如何人何地何时拍摄不明，肆意附加政治性说明等。我们这些日本市民派对中方的这些作法不加批判地接受，会在日本国内授人以柄。至于那张照片，的确不知道《朝日俱乐部》发表时配置了不同内容的照片说明。确实是错误使用”。

### 戰時外國新聞媒體訊息傳播
儘管當時歐洲戰事尚未爆發，西方和中国的新闻媒体几乎在第一时间就向全世界披露與日军宣傳截然不同的暴行真相，亲历大屠杀全过程的中国人和西方侨民则留下日军暴行不經審查的详细珍貴记录。
在撤退中留下的少部分美英等西方国家记者，最早向全世界报道日军在南京的暴行。在12月初日军向南京发动总攻的时候，在南京城有来自美国、英国、意大利等国的十几名新闻记者和摄影师，他们中的多数人随着帕奈号撤走，只剩下《纽约时报》记者都亭（F. Tillman Durdin）、《芝加哥每日新闻》记者斯蒂尔（Archibald T. Steele）等5人。12月15日，日军攻占南京2天之后，由于南京的对外通讯全部中断，这些西方记者为了尽早发出南京沦陷和日军大屠杀的独家报道，随美舰奥胡号离开南京前往上海。12月15日《芝加哥每日新闻》刊载斯蒂尔发自南京江面奥胡号的电讯，首先将日军屠杀的暴行大白于天下，斯蒂尔称：“离开南京之际，我们最后见到的场面是一群三百名中国人在临江的城墙前井然有序地遭处决，那儿的尸体已有膝盖高”。《纽约时报》在12月18日和次年1月9日发表都亭关于日军残杀数万中国战俘和平民的报道
- 美国牧师约翰·马吉1937年用一架1930年代的老式16毫米摄影机拍摄共四盘放映长度达105分钟的电影胶片，这是迄今唯一记录南京大屠杀的影像。约翰·马吉在当时的信件中也有大量关于大屠杀的描写：“强奸妇女的行为已无法形容和想象”，“我能说的是，这个城市的每一个大街小巷都有死尸，我去了很多地方，包括下关地区。”[71]
- 南京安全区国际委员会总干事费区目睹日军在南京地区的暴行，将马吉牧师拍摄的记录日军暴行的胶片偷运到上海柯达公司，制作并带到美国各地放映，并在美国《读者文摘》上揭露日军违反国际战争法的暴行：“日本人从我们的宿营地抓人时，把手上有老茧和剃光头的，都当作当兵的证据，认为务必判以死刑。他们想要枪杀谁，就把谁拉出去。”
- 1930年代英国《曼彻斯特导报》驻华记者田伯烈1938年初撰写《外人目睹中之日军暴行》一书，第一次向世人公布日军南京大屠杀的真相，痛斥日军制造“现代史上破天荒的残暴记录”。
- 《拉贝日记》：1937年任南京安全区国际委员会主席的约翰·拉贝在日记中详细记录日军的暴行。
- 《魏特琳日记》

| 日期            | 記者 | 所載媒體 | 報導標題 | 來源            |
| --------------- | ---- | -------- | --- | --------------- |
| 1937年 12月18日 | 都亭 | 紐約時報 | 大屠殺標誌南京淪陷｜俘虜盡數殺死｜日本人在南京散佈恐怖，平民亦遭殺害                                                                                 | [ 113 ] [ 114 ] |
| 1938年 1月9日   | 都亭 | 紐約時報 | 中國長官撤離後日本暴行標誌南京陷落｜侵略南京者處決兩萬人｜日本大規模屠殺平民｜中國人共死33,000人｜征服者恣虐｜暴行下深仇漸生｜中國人縱火造成大量損失 | [ 115 ]         |
| 1938年 1月10日  |      | 生活     | 日本征服者給中華民國首都南京帶來「地獄一週」 | [ 116 ]         |

### 中国受害者的叙述

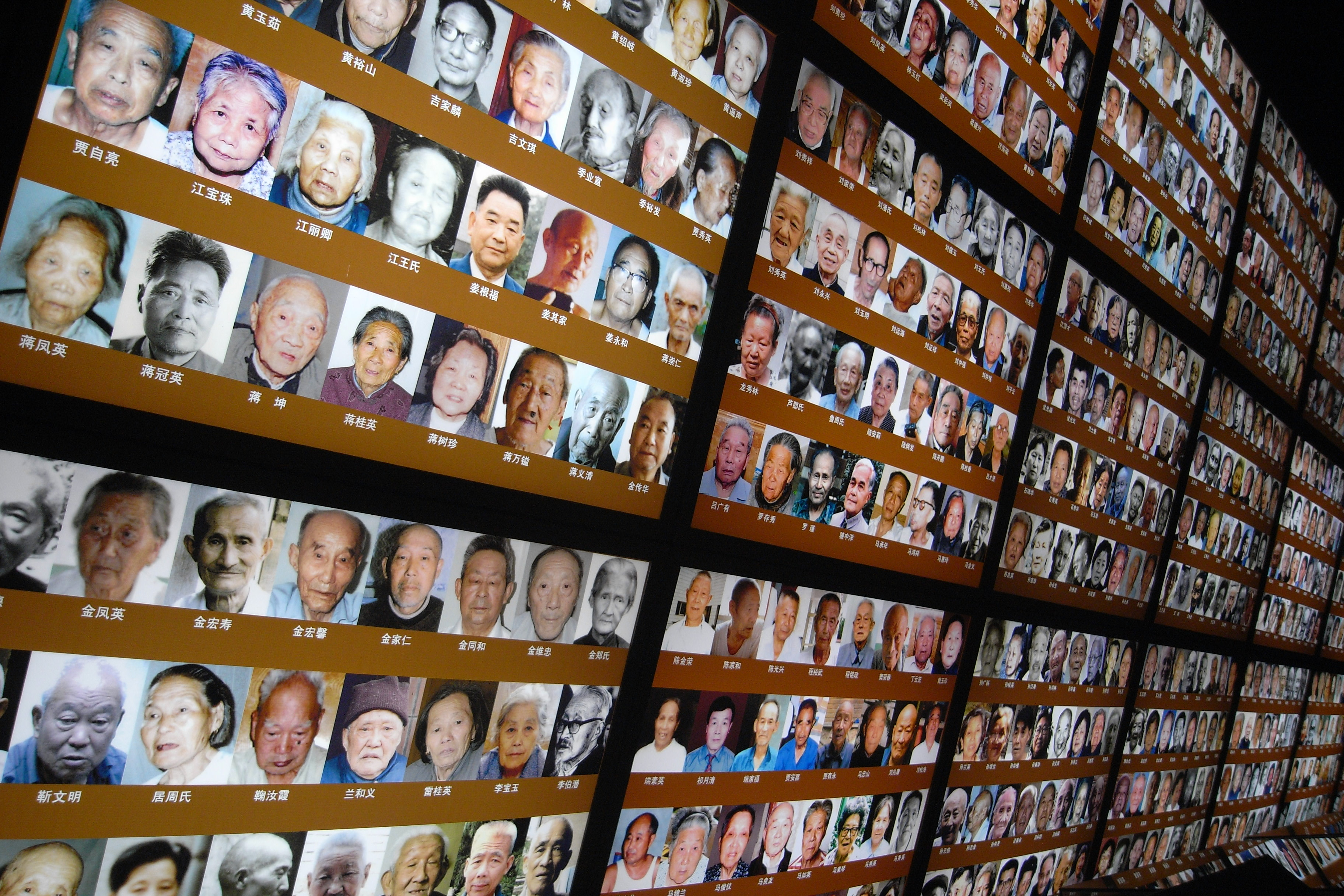
大屠杀幸存者照片墙

2007年，侵华日军南京大屠杀遇难同胞纪念馆开始建立历史证人个性化档案。共新建立档案12425份，包括39名外籍人士、103名原侵华日军老兵、2663名大屠杀幸存者和9620名大屠杀遇难者。
- 李秀英，怀着7个月身孕，与3个日本兵搏斗身中37刀，在鼓楼医院收治并留下影像资料。她并赴日本进行对日索赔诉讼。于2004年12月4日6点10分在南京鼓楼医院逝世，享年86岁[118]。
- 夏淑琴，全家9口人被杀7口，她被刺伤后从死人堆裏爬出。
- 姜根福（1929年12月20日-2007年），弟弟被日本兵摔死，母亲因为反抗强奸而被开枪打死，父亲被抓走，二姐因反抗强奸被刀劈死。
- 崔金贵，亲眼见慈善团体崇善堂的收尸埋尸过程，并确定崇善堂在埋尸时有计数。
- 尚德义，1937年12月6日上午11时被日军抓获，同时与1000名以上的中国男子一起被机枪扫射，绝大多数当场死亡。他由于被尸体压住晕倒而幸免于难。
- 伍正禧，在南京新华巷62号避难时，其二哥伍正保、大表哥云馆、三表哥三云、表叔老王被抓走并枪杀。祖父被刀捅死，30岁的表娘被强奸。
- 邵翰珍，父亲邵锦晴、祖父邵才潮和舅舅任发和被日军枪杀。
- 皇甫泽生，保卫南京的一个士兵。被日军俘获后与几百人一起，在板桥镇一个山沟裏集体被日军用机枪射杀。日军在射杀后再用刺刀捅死幸存者。他和另一个重伤难友为仅存者。
- 孟宪梅，在淌水沟接水时，亲眼看到日军用多辆卡车把老百姓押到现在的汉中门新桥桥口下面用机枪射死。
- 陈光秀，在南京汤山镇许巷村，父亲被枪杀，包括弟弟在内的村里100多个年轻人被刺刀刺死。艾家四兄弟被扔到天空摔死。多名女性被强奸。母亲因为父亲和弟弟被杀导致忧郁而死。
- 刘文静，大方巷广场集体屠杀（一百多人）见证人。
- 天津工商银行退休职工、南京大屠杀幸存者刘钟铭当年在南京一家商铺当学徒，说道：“日本鬼子进城后见人就杀，城里到处都是尸体，载着日本兵的汽车就从尸体上开过去。那个惨景，我一辈子也忘不了。”
- 趙斌，生於1937年11月27日，出生17天即遭遇南京大屠殺，是年齡最小的大屠殺倖存者，2012年8月3日因病醫治無效逝世，享年75歲[119]。

### 日方的记录和证言
侵华日军各级指挥机构当时的命令和军官的记录为直接物证：
- 攻占南京的日军第6师团司令部曾接到命令：“不论妇女儿童，凡中国人一概都杀，房屋全部放火焚烧。”
- 日军第16师团长中岛今朝吾的日记中也记道：“大体上不保留俘虏，全部处理之。”
- 日军第16师团第30旅团长佐佐木到一的作战记录《进攻南京纪实》。

侵华日军随军记者的报道、士兵的日记、证言也被列為南京大屠杀的证据：
- 侵入南京的日军第6师团辎重第6联队小队长高城守一日记中说，1937年12月14日，他看到南京下关江边：“尸体像漂流的木头被浪冲过来；在岸边，重叠地堆积着的尸体一望无际。这些尸体可能有几千、几万，数目大得很。”
- 日军第16师团老兵东史郎的日记（《东史郎日记》）为重要实证，例如他在1937年12月21日的日记中写道：“哭喊着的支那（中国）人被装进邮袋中，西本（日本兵）点着了火，汽油一下子燃烧起来。就在这时袋子裏发出一种无法言状的可怕的喊叫声。袋中人用浑身的力气使袋子跳了起来，自己滚动……手榴弹在水中爆炸了，水面一下子鼓了起来，然后平静下去。”
- 其他重要的日本兵日记还有：高岛市良日记、小原孝太郎日记、会攻南京的日侵略军第十六师团师团长中岛今朝吾的日记等。
- 《朝日新闻》记者本多胜一的著作《中国之旅》，记录“百人斩”等屠杀事件。
- 笠原十九司教授，日本国内研究南京大屠杀的权威学者之一，曾多次提供南京大屠杀证据（《侵略亚洲的日本军队》，大月书店出版）。

## 审判

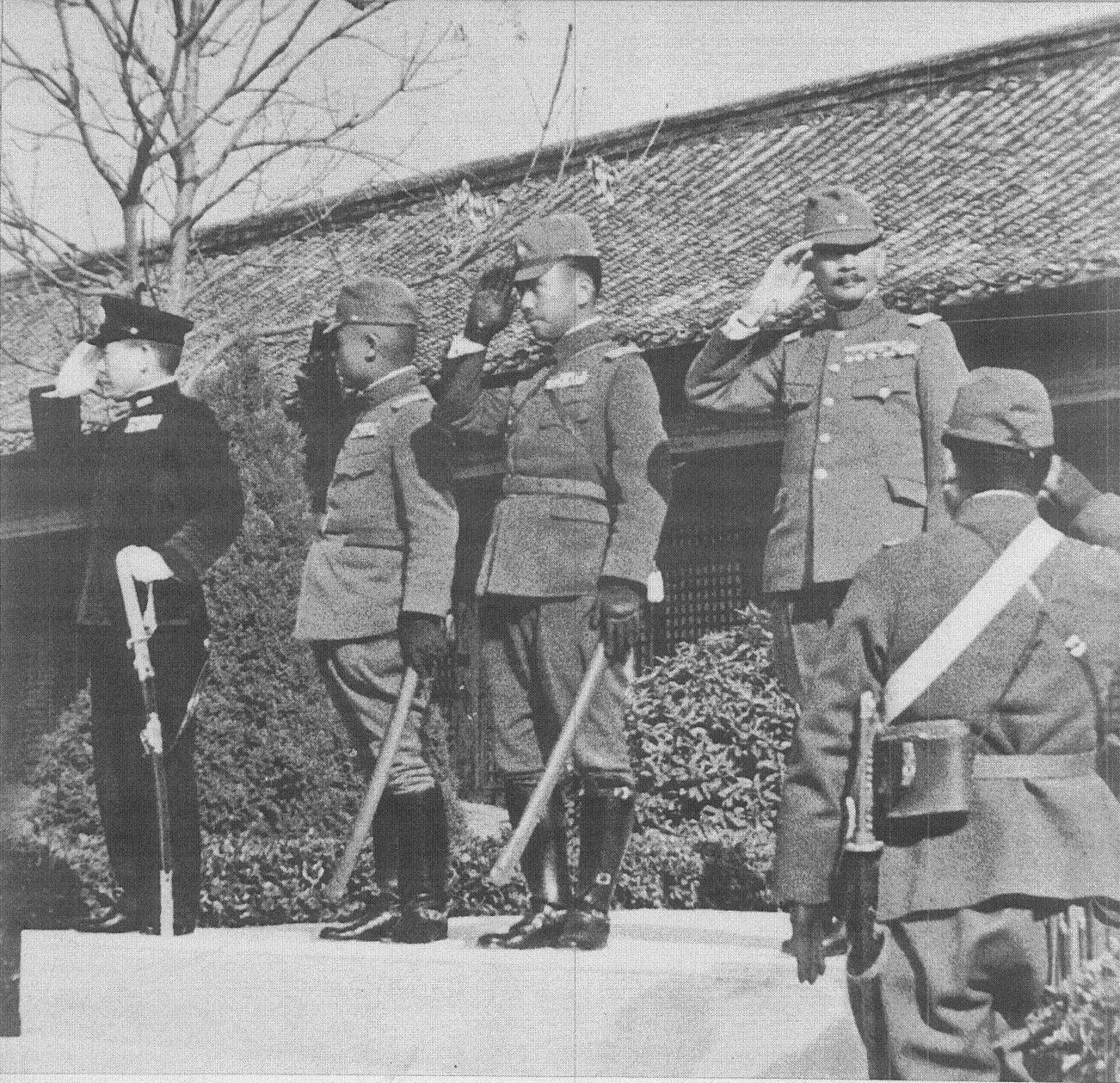
台上四人从右至左为：日本陆军华中方面军司令松井石根、上海派遣军司令朝香宫鸠彦、第十军司令柳川平助、日本海军第三舰队司令長谷川清。1937年12月17日，摄于日军南京入城式。

出于对战争犯罪追究的恐惧，日本政府在停战后迅速展开了有组织的大规模销毁罪证的行动。
在远东国际军事法庭庭审南京大屠杀期间，坐在被告席的甲级战犯、曾任日本外务大臣的重光葵把头埋在了双手里。美国合众社记者阿诺德・C. 布拉克曼注意到，他虽然与南京大屠杀无关，但是他像大多数日本人一样，对发生在南京的暴行深感羞耻。:173
遠東國際法庭的判決書上寫道：「在日軍佔領後最初六個星期內，南京及其附近被屠殺的平民和俘虜，總數達二十萬人以上。這種估計並不誇張，這由掩埋隊及其他團體所埋屍體達十五萬五千人的事實就可以證明（由紅十字會掩埋的是43071人，由崇善堂收埋的是112266人，這些數字是由這兩個團體的負責人根據各該團體當時的記錄和檔案向遠東法庭鄭重提出的）。根據這些團體的報告說，屍體大多是被反綁著兩手的。這個數字還沒有將被日軍所燒毀的屍體，以及投入到長江或以其他方法處分的人們計算在內」。
法官之一的梅汝璈指出，对于南京大屠杀一案“花了差不多三个星期的工夫专事听取来自中国、亲历目睹的中外证人（人数在十名以上）的口头证言，及检查和被告律师双方的对质辩难，接受了一百件以上的书面证词和有关文件，并且鞫讯了松井石根本人”，“审理是特别严肃认真的”。松井石根听取法庭宣布的罪状和科刑后，表示“南京事件，可耻之极”。
法庭判決書中遂有鄭重聲明：「這個數字還沒有將被日軍所燒毀的屍體，以及投入到長江或以其他方法處死的人們計算在內。」遠東國際法庭認定被殺害者為二十萬人以上，未包括屍體被日軍消滅的被害者在內，而且這個數字僅是「在日軍佔領後六個星期內」的。
東京審判中，因為南京大屠殺而判罪者僅有身為乙丙級戰犯的松井石根，罪状是未阻止南京大屠杀的进行；不過在南京軍事法庭方面的審判則起訴包括百人斬見報的向井敏明、野田毅以及南京大屠殺時期擔任第六師團師團長的谷壽夫和其手下的田中军吉等人並判決死刑，向井敏明、野田毅、田中军吉三人於1948年1月28日，谷寿夫于1947年4月26日，於南京雨花台刑場槍決伏法。松井石根也在1948年11月12日被远东国际军事法庭判处死刑，并于同年12月23日在东京巢鸭监狱被处决。
1950年蘇聯向中國新政權移交日本戰犯969人、偽滿戰犯約300人，與在此之前國共內戰擄獲的140名日本戰犯，集中安置在抚顺战犯管理所和太原战犯管理所。中華人民共和國於1956年4月正式宣佈，對於在押的侵華戰犯給予從寬處理。6月、7月，最高人民法院公審無一人被判死刑或無期徒刑；同年，其他1017名日軍戰犯因「表現良好」經免起訴無條件釋放回國。1963年，最後一批日本戰犯3人被中共中央特赦釋放。

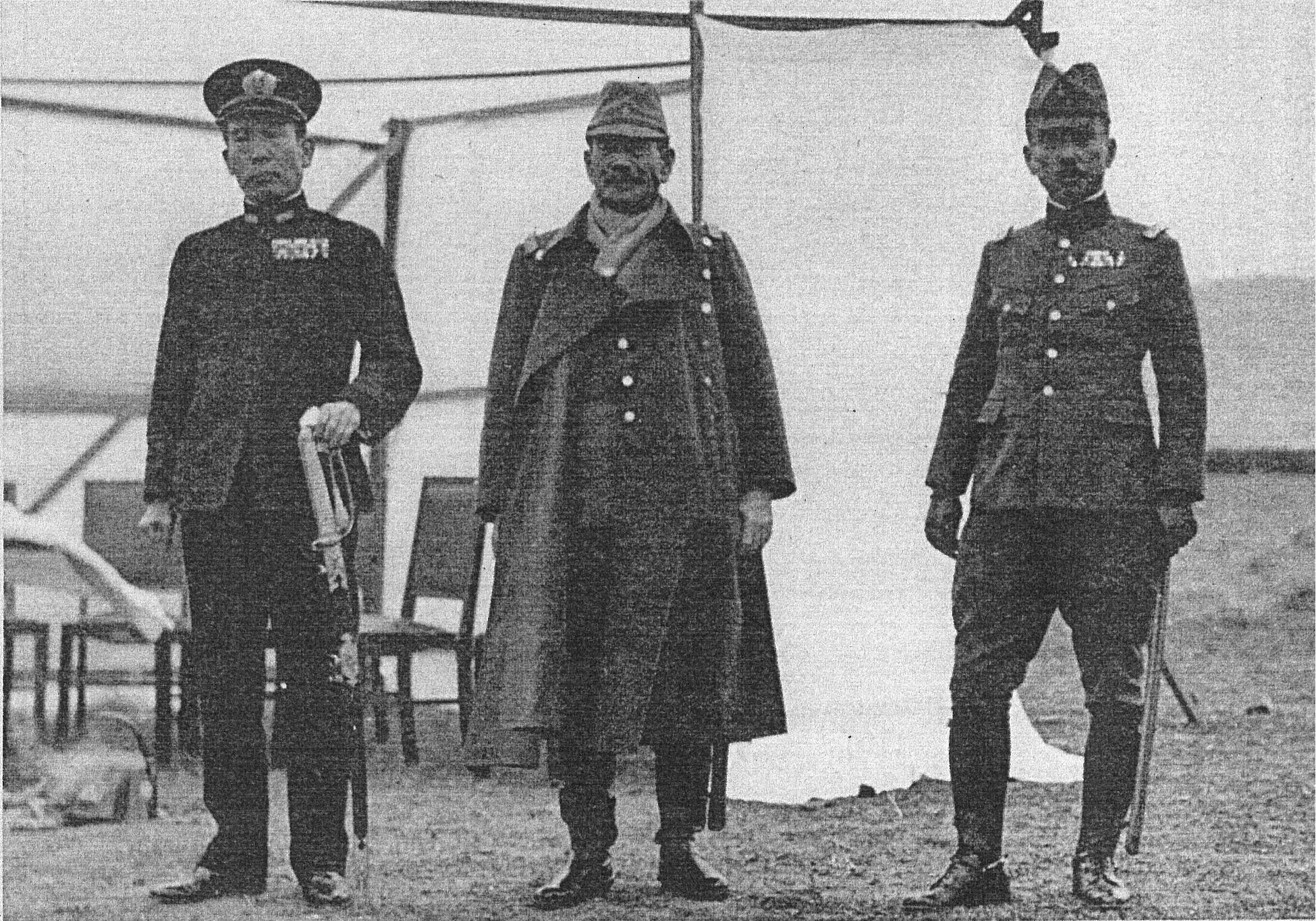
从右至左：朝香宫鸠彦、松井石根、長谷川清。1937年12月18日摄于南京。
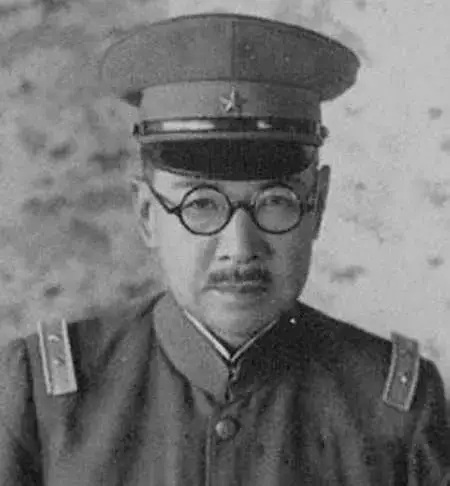
日军第6师团师团长谷寿夫。
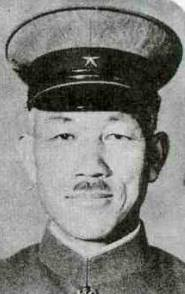
日军第16师团师团长、南京地区警备司令中岛今朝吾。他下达将俘虏“处理掉”的命令[65]:316。
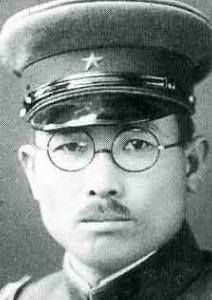
日军上海派遣军情报主任长勇。他自称以军司令官朝香宫鸠彦的名义向所属部队下达全部杀掉俘虏的命令[65]:66-70。

## 争议

### 中国大陸方面的争议
中國大陸认为，國民黨政府當時的無能作為是導致南京軍民大量死傷的重要原因之一；曾參與作戰的前國軍將領亦認為南京大屠殺是蔣介石消極抗日所導致的結果。
另外，北京大學歷史教授王奇生在《抗日戰爭研究》中指出，國軍習慣性假造數據，不管是戰績虛報、軍餉虛領或誇大日軍傷亡等等，經常性的擴大十倍來計算，因此相關數據並不可信。他並引述1943年駐英大使顧維鈞轉述英國人所說：「中國抗戰公報多誇大不足採信」。

#### 其他事件
傅佛果認為，在關於南京大屠殺死亡人數的爭議上，一些人不但誇大屠殺暴行中的死亡人數，還「壓制異議人士」的聲音。
2017年12月13日，中華人民共和國河北省任丘市一网民在网络上发表侮辱南京大屠杀死难者言论，引发部分网民不满。王某因违反《中华人民共和国治安管理处罚法》被任丘市公安局依法行政拘留15日。
2020年3月到6月间，一位名为季子越的中国科学院大学的硕士研究生在推特平台上多次发表支持南京大屠杀的言论，引发争议。同年7月19日，中国科学院大学发布处分情况通报，给予季子越开除学籍处分。
2021年4月2日，一居於陝西省西安市的網民被指在網上侮辱南京死難者而被南京警方刑拘。
2021年12月，上海震旦職業學院一老師宋庚一在課堂上質疑南京大屠殺遇難人數而被校方開除。宋庚一認為之所以三十萬沒有數據支持，是因為中方也「沒有統計出（南京大屠殺）死亡確切人數」，並提議可以通過國民政府時期的身份證號來完成統計。此外這位老師還表示中國突然開始公祭，「大規模宣傳」南京大屠殺是因為「日本抵制冬奧會」，並稱中國人「應該去反思下戰爭是怎麼來的」。而在當月，湖南一網民因在QQ群質疑南京大屠殺的真實性而被拘留。

### 日本方面的观点和争议
許多曾在当时南京附近作战的日籍老兵承认南京大屠杀的存在。左翼的日本社會黨及左翼背景的日本教職員組合對南京大屠殺也多抱持承認大規模屠殺的立場。儘管如此，還是有部分日本右翼民眾否認南京大屠殺。而因為秉持觀點與政治立場不同，不同日本人對南京大屠殺有不同的解讀與看法，其中死傷人數的部分，有二十万以上、十多萬人、四萬、數千、數百乃至於完全否定者等各種說法；
研究大屠殺事件的日本學者对死亡人数主要有幾種看法：
至少十数万人
主要支持者有笠原十九司（都留文科大学教授）、洞富雄（早稻田大学教授）、藤原彰（一橋大学教授）、吉田裕（一橋大学教授）、吉見義明（中央大学教授）、井上久士（駿河台大学教授）、本多勝一（新聞記者）、小野賢二（化学工作者）、渡边春巳、熊谷京二郎。
洞富雄在1973年7月发表《南京事件和史料批判》、《驳南京大屠杀是所谓“无稽之谈”》（日本现代史出版会），批判铃木和山本的否定史观。1967年写成《近代战史之谜》（人物往来社，后半部分为《南京事件》），1972年4月出版单行本《南京事件》（新人物往来社），1972年11月出版日中战争史资料《南京事件》（河出书房新社），1982年日本文部省在审定教科书时对教科书文字进行修改，他又立即于同年12月出版定本《南京大屠杀》进行驳斥。
四萬人左右
主要支持者有秦郁彦（日本大学教授・法学博士），另外冈村宁次在《冈村宁次阵中感想录》中认为约有4到5万人被屠杀，抢劫、强奸等“大有其人”。
兩萬至數千
主要支持者有畝本正己（元防衛大学校教授）、板倉由明（戰史研究家）、原剛（防衛研究所調査員）。
認為僅有數百人死亡，乃至於完全否定的态度
主要支持者有鈴木明（雜誌記者）、田中正明（元拓殖大学講師）、東中野修道（亞細亞大学教授）、富澤繁信（日本「南京」学会理事）、阿羅健一（近現代史研究家）、勝岡寬次（明星大学戰後教育史研究）、杉山徹宗（明海大学教授）、渡部昇一（上智大学名誉教授）、大原康男（國學院大學教授）、西岡香織（軍事史学会会員）、深田匠（政治学者）、前野徹（東急元社長）、鈴木正男（大東塾塾長）、水島總（紀錄片《南京真相》導演）。
东中野修道指责在1980年代以前中国大陆教科书没有登载南京大屠杀:266，这种说法并不符合事实。从1950年代至1980年代，南京大屠杀曾先后被收入中国大陆的中共党校教科书、高校教科书以及中学教科书。
1984年，教文社出版松井石根的亲信秘书田中正明的《“南京大屠杀”之虚构》。
另外日本方面認為中共早期對南京事件輕描淡寫。南京事件發生時，中國共產黨當時正位於陝西省延安的山岳地帶。1938年1月1日中國共產黨在武漢發行的刊物《群衆》上发表了一篇简短的评论，指出南京发生了暴行。遠藤誉指出中華人民共和国成立後中共當局鮮有提及南京事件。直到1982年第一次教科書問題發生後人民日報才開始提到「南京大虐殺」。在中华人民共和国建國後由中共中央文献研究室编纂的《毛泽东年谱》中在談到1937年12月13日發生的事情時提到了“南京沦陷”，但整本書中却没有提到过“南京大屠杀”。1957年江苏人民出版社出版的初中教材提到了南京大屠杀，但1958年版的《中学歴史教師指導要領》中只说“日军占领南京，国民政府迁都重庆”，1960年版和1975年版教材《新編中国史》的“历史年表”中也都没有提到南京大屠杀。然而，对于中共早期教科书中并未提及南京大屠杀的问题，中国方面也对远藤誉进行反驳。前侵华日军南京大屠杀遇难同胞纪念馆馆长朱成山在其著作中反驳，指出1959年北京市教育局中小学教材编审处编写，初中课本《中国历史》第三册中，详细描述了南京大屠杀并提及遇难者人数在30万以上，1957、1960与1975年版教材《新編中国史》中，在课文内部也有讲述南京大屠杀的内容。

#### 诉讼和政界事件
- 1965年，日本历史学家家永三郎起诉日本文部省大幅删改及掩饰日军在南京大屠杀和整个侵华战争中的暴行描写，其家门口遭到日本右翼极端分子的围堵、骚扰。1970年，东京地方法院法官杉本良吉裁决，教科书审查不得超出纠正事实及印刷错误的范围，家永胜诉，右翼极端分子向律师、法官和家永本人威胁要暗杀他们。
- 1973年，日本作家鈴木明（日语：鈴木明）出版《南京大屠殺之虛幻》一書，首次指出“百人斬”為虛構。此後在日本，關於“百人斬”是否屬實，成為爭論的話題。
- 1977年，日本文部省在一个标准历史书中把二战中的日本给战争对方造成的伤亡、日本的战争暴行，和强行将中国及朝鲜犯人送往日本劳动营的内容删去，只留下了一些美国轰炸东京的照片、一幅广岛废墟的照片和一份日本战争死亡人数的统计表。
- 1986年9月，日本文部大臣藤尾正行（日语：藤尾正行）宣称南京暴行不是战争罪行而“仅仅是战争的一部分”，并说1910年日本对朝鲜的吞并是朝鲜心甘情愿成为殖民地。当日，藤尾正行被日本首相中曾根康弘免职。
- 1988年春，战时特别高等警察课（特高）课长、二战后法务大臣、文部大臣、日本国土厅首脑奥野誠亮否认南京大屠杀，“东京审判无效”，要从舆论上“再审东京审判”，遭到日本国内外舆论抨击。当年5月，奥野诚亮被迫辞职。
- 1989年，自民党国会议员石原慎太郎等人撰写的《日本可以说不》、《日本还要说不》、《日本坚决说不》等三本书中说道：“无端挑起战争的好战的日本人，制造南京大屠杀的残暴的日本人，这就是人们对日本人的两个误解，也是‘敲打日本’的两个根由。我们必须采取措施消除它。”
- 1990年，日本众议员石原慎太郎在接受采访时说：“人们说日本人在那里（指南京）搞了一次大屠杀，但那不是真的，它是中国人编造的故事。这个故事破坏了日本的形象，它全是谎言。”
- 1994年5月3日，战时日军大佐、二战后日本法务大臣永野茂門接受《每日新闻》采访时说：“（在日军进入南京后）不久，我就到了南京”，“我认为南京大屠杀及其他事情是编造的谎言”。7日，永野茂門引咎辞职[145]。
- 2005年，参与“百人斬”的两名日军军官向井敏明和野田毅的3名遺屬向東京地方法院控告《東京日日新聞》於1937年11至12月間的報道失實，和《朝日新聞》於1971年出版的《中國之旅》一書中所提及關於兩名軍人的「百人斬」競賽失實並損害其名譽，向該兩報社索償3600萬日元。2005年8月23日，東京地方法院審判長土肥章大裁定報道屬實並非捏造，駁回賠償請求。撰寫《中國之旅》的前《朝日新聞》記者本多勝一在判決後指出：「『百人斬競賽』真實性無容置疑，原告意圖否定整個南京大屠殺以至對中國發動侵略；不過在訴訟過程中找到新的事實和資料，卻進一步肯定這個史實。」[146]
- 2007年6月19日，由約百名日本眾議院議員組成的議員聯盟「思考日本前途和歷史教育之會（日语：日本の前途と歴史教育を考える議員の会）」指稱，1937年日軍入侵南京時，死亡人數只有2萬人。該會會長中山成彬（自民黨籍眾議員）表示，根據1938年國民政府向國際聯盟呈交的文獻，國民政府譴責日軍在該次攻擊中殺害2萬平民，該數據是時任中國駐國際聯盟大使顧維鈞根據1938年1月28日《每日電訊報》和另一份報紙的報導所得。該會「南京大屠殺史實查證小組」組長戶井田徹（自民黨籍眾議員）則要求中國大陸移除侵华日军南京大屠杀遇难同胞纪念馆內的日軍負面照片。[147]
- 2012年2月20日，南京的友好城市名古屋市市长河村隆之在会见南京代表团时称，“南京事件没有发生过”[148]。南京代表團雖當場未直接提出反駁，但次日南京市方面即宣佈停止與名古屋市的交流[149]。中國大陸亦隨後發表聲明譴責河村隆之言論[150]。
- 2013年2月13日，日本前首相鳩山由紀夫為南京大屠殺道歉，並促請日本要承認歷史。[151]
- 2017年1月12日，一名赴日旅行的中国大陸游客在微博发布消息称，在其居住的东京APA酒店客房中，放置大量由该酒店集团CEO元谷外志雄所写的书籍，书里否认南京大屠杀和韩国慰安妇的存在，并称“所谓日本犯下的罪行，是美国为投下原子弹而编造的谎言”[152]。1月15日，该网友前往APA旗下另一家酒店补拍视频，并在该酒店购买到了一本酒店CEO所著的书籍。该网友在视频称书中提到，“不合逻辑的事情被当成历史，比如30万人被杀害的南京大屠杀理论，这之前，南京人口是20万，这之后，南京人口为25万，所以在这一个月中，30万人被杀害是绝对不成立的，所以南京大屠杀和韩国慰安妇是不存在的，但中国和韩国忽视了这些事情，不断用这些谎言来谴责日本。”视频发到网上后被广泛传播，多家APA酒店均被中国大陸各大旅行网站下架。针对日本APA酒店在客房中放置右翼书籍的报道，外交部发言人华春莹17日表示，这再次表明日本国内一些势力始终不愿正视历史，甚至企图否认和歪曲历史。中方再次敦促日方以正确的历史观教育国民，以实际行动取信于亚洲邻国和国际社会[153]。不久，名古屋市市长河村隆之发表言论否认南京发生了大规模屠杀，而只承认有小规模的抢劫平民和杀人发生，并表示“如果真的屠杀了30万人，那所有日本人都应去下跪道歉”。中华人民共和国外交部亦迅速对此作出官方回应。[154][155][156]

## 赔偿责任及条约

### 《中日和约》
1951年9月8日，部分联合国成员国在美国旧金山签署了对日本国的和平条约《旧金山和平条约》。条约承认日本负有战争赔偿责任，但是“因日本目前擁有的資源不足以支持一個自主的經濟體，且不足以完全賠償前述之一切損害與痛苦”。条约规定签署国放弃要求日本国提供劳役补偿及打捞沉船费用等以外的权利。由于当时的联合国成员国中华民国没有签署该条约，1952年4月28日，日本与中华民国单独缔结《中華民國與日本國間和平條約》，即《中日和约》。该条约及补充文件规定中华民国放弃要求日本国赔偿战争损失及提供劳役服务的权利。

### 《中日联合声明》
1972年9月29日，日本国断绝与中华民国外交关系，并声明废止《中華民國與日本國間和平條約》，曾经存在的相关法律责任和政治约束亦永久消失。同日，日本国与中华人民共和国签署《中日联合声明》，中华人民共和国宣布“为了中日两国人民的友好，放弃对日本国的战争赔偿要求”，隨後日本成為了改革開放中的重要投資國。不過兩國在此問題上仍然有分歧，日本政府認為中國政府承諾的放棄戰爭賠償，包括了政府索賠和民間索賠，但是中國政府認為這一承諾僅僅是指政府索賠，不影響民間對日本索賠。

## 纪念

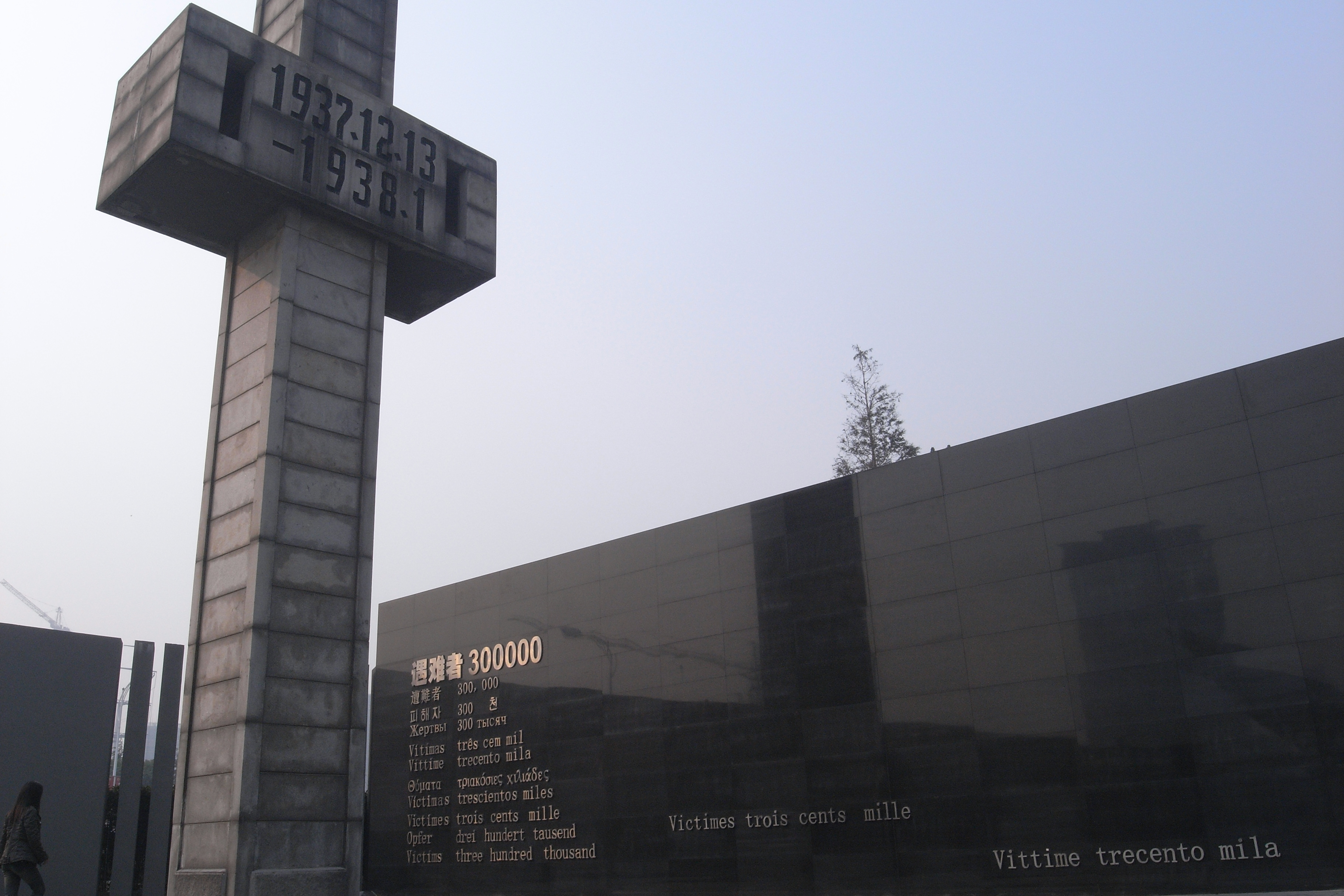
侵华日军南京大屠杀遇难同胞纪念馆

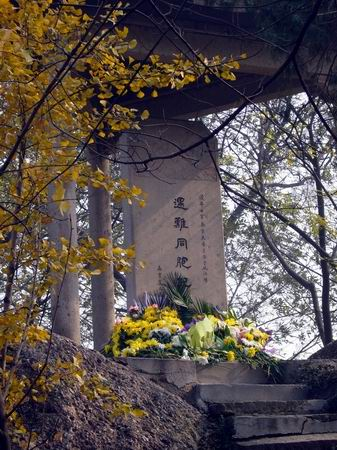
燕子矶江滩遇难同胞纪念碑

### 纪念设施
为纪念大屠杀中的死难者，南京市的政府、厂矿单位和民间组织在当年日军进行大规模屠杀的部分地点和遇难者丛葬地的部分遗址上陆续建立起22座侵华日军南京大屠杀遗址纪念碑。第一座纪念碑由下关发电厂于1947年在厂区内建立。南京市人民政府自1985年开始，在挹江门、中山码头、煤炭港、鱼雷营（有碑未立）、草鞋峡、燕子矶、东郊、江东门、普德寺、上新河、汉中门、清凉山、五台山、北极阁、正觉寺、金陵大学、花神庙、仙鹤门、太平门等地建立19座遇难同胞纪念碑和丛葬地纪念碑。江宁区湖山村、西岗头村的村民在当地自发建立两座民间纪念碑。
南京市人民政府为悼念大屠杀遇难者，在日军大屠杀的一处主要地点和遇难者丛葬地江东门，设立侵华日军南京大屠杀遇难同胞纪念馆。这座遗址型专门史博物馆于1985年落成开放，经过1995年、2005年两次扩建，现占地约7.4万平方米、建筑面积2.5万平方米、展陈面积9800平方米，包括展览集会、遗址悼念、和平公园和馆藏交流等4个区域，其中展览陈列包括廣場陈列、遗骨陈列和史料陈列三部份。遗骨陈列室中陈列有建馆及扩建时从丛葬地（俗称“万人坑”）挖出的遇难者骸骨，史料陈列大厅中有千余件相关历史资料，并设有拉贝日记和东史郎日记资料展，每年12月13日在纪念馆的悼念广场上举行大规模的和平集会。该馆共收集10000多份历史资料和文物，是国家一级博物馆、全国爱国主义教育基地。
南京大屠杀期间担任南京安全区国际委员会主席的约翰·拉贝的旧居，2006年起作为“拉贝与国际安全区纪念馆”正式开放，总面积为1628平方米，分为六个展区，共展出300多张图片、50多件实物及4部影像资料片。

### 纪念日
2014年2月27日，中华人民共和国第十二届全国人大常委会第七次会议决定将12月13日设立为南京大屠杀死难者国家公祭日。
2014年12月13日是首个南京大屠杀死难者国家公祭日，中共中央、全国人大常委会、国务院、全国政协、中央军委在南京侵华日军南京大屠杀遇难同胞纪念馆举行南京大屠杀死难者国家公祭仪式，南京全城鸣笛向死难者致哀，仪式由中共中央政治局常委、全国人大常委会委员长张德江主持。中共中央总书记、国家主席、中央军委主席习近平和南京大屠杀幸存者代表夏淑琴、少先队员代表阮泽宇（南京大屠杀死难者后代）一起走上公祭台为国家公祭鼎揭幕，随后习近平在仪式上发表讲话。同日，香港特别行政区政府在香港海防博物馆堡垒大堂举行纪念仪式，香港特别行政区行政长官梁振英出席仪式并致献花圈。澳门特别行政区政府在澳门保安部队高等学校举行“南京大屠杀死难者国家公祭日”活动，中央人民政府驻澳门特别行政区联络办公室主任李刚与澳门特别行政区行政长官崔世安、全国政协副主席何厚铧、外交部驻澳门特派员公署特派员胡正跃、中国人民解放军驻澳门部队司令员王文敬献花圈。中华人民共和国各地也都举办形式各异的国家公祭日活动。

### 遗产登录
2015年10月，联合国教科文组织世界记忆工程咨询委员会对中国大陸申报世界记忆遗产的南京大屠杀相关资料进行审核。10月9日，联合国教科文组织网站公布2014—2015年度新入选世界记忆遗产名录的项目名单，南京大屠杀档案成功入选世界记忆遗产名录。

### 纪念活動
2012年12月12日，為紀念南京大屠殺30萬同胞遇難75周年並祈禱世界和平，江蘇省揚州市虹橋社區大學生村官與揚州大學的大學生志願者在社區廣場用千餘支蠟燭擺成「南京•300000」的字樣。

## 相關影视作品
（以出品年代顺序排列）
電影
- 《南京》：1938年，日本东宝，松崎啓次制作。
- 《戰爭與人間》系列（日本）：1970年、1971年、1973年，山本萨夫导演。
- 《屠城血证》（中國大陸）：1987年，陈道明、翟乃杜、雷恪生主演。
- 《南京1937》（香港）：1995年，吳宇森監製、吳子牛导演，譚盾配樂，刘若英、早乙女愛、秦漢主演。
- 《黑太阳：南京大屠杀》（香港）：1995年，牟敦芾导演，张良、李伟、潘永、潘敏杰、熊小田主演。
- 《五月八月》（中國大陸）：2002年，杜国威导演，叶童、林泉、徐忻辰主演。
- 《栖霞寺1937》（中國大陸）：2005年，郑方南導演。
- 《东京审判》（中國大陸）：2006年，高群书导演、编剧，刘松仁、曾江主演。
- 《戰火逃城》（又名《黃石的孩子》，台譯“黃石任務”；美国）：2008年，周润发、杨紫琼、Jonathan Rhys Meyers主演。
- 《南京！南京！》（中國大陸）：2009年，陸川導演。
- 《拉贝日记》（又名《约翰·拉贝》；中国、德国、法国）：2009年，佛罗瑞·加仑伯格导演、乌尔里奇·图克尔、达格玛·曼泽尔、丹尼尔·布鲁赫主演。
- 《金陵十三釵》（中国大陆）：2011年，張藝謀导演，克里斯蒂安·贝尔、倪妮、张歆怡、佟大為、黄天元主演。
- 《南京照相馆》（中国大陆）：2025年，申奥导演，刘昊然、王传君、高叶等主演。

电视剧
- 《一江春水向東流》（香港）：1983年，黎漢持、馬敏兒主演。
- 《乱世佳人》（香港）：2007年，胡杏兒、吳卓羲、陳錦鴻、唐寧主演。
- 《血色玫瑰》（中国大陆）：2007年，于立清导演，刘之冰、侯传杲、何政军、王海地、周青、郭雪、田甜主演。
- 《四十九日·祭》（中国大陆）：2014年，张黎导演，张嘉译、宋佳、胡歌、黄志忠、张歆怡主演。
- 《东方战场》（中国大陆）：2015年，路奇导演，黄海冰、罗嘉良、马晓伟、袁咏仪、俞飞鸿、侯祥玲、应采儿、叶璇、张鲁一、刘璇主演。

紀錄片
- 《南京》（又名《南京浩劫》，臺譯“被遺忘的1937”）[174]：由中、英、美三國共同投資拍攝的一部反映南京大屠殺歷史的紀錄片。片中演員扮演當年見證南京大屠殺的西方人士，整理了他們的日記，以口述的形式做影片主線，加入對幸存者的訪談和大量珍貴歷史資料，對南京大屠殺歷史進行回顧。
- 《南京真相》：2008年，水島總導演，認為南京大屠殺「是當年蔣介石政府捏造的謊言」。[140]
- 《南京：尋找封存的記憶》（日语：南京引き裂かれた記憶）2009年，由日本大阪退休女教師松岡環（Tamaki Matsuoka）編寫和導演。[175]
- 《南京事件 侵华老兵的证言》（日语：南京事件 兵士たちの遺言）：由日本电视台制作的纪录片，2015年10月4日首播。[176]
  - 《南京事件Ⅱ》：该纪录片的续集，于2018年5月14日首播。该片以防卫省烧毁资料的灰烬中发现的残存文件为蓝本，通过采访在世士兵、分析一手资料、CG重建等手法，还原“鱼雷营”屠杀现场，验证“南京事件”的真相。该片获得日本新闻记者会议（日语：日本ジャーナリスト会議）“JCJ奖”，评委会评价其“固执地直逼真相”。[177][178]

音樂錄影帶
- 《1937南京大屠殺紀念單曲》：張穆庭作詞、作曲、導演、編劇，2004年12月13日在台灣發行，2005年3月在南京發行。

## 附录

### 南京卫戍军作战单位表
| 部队单位                                                                  | 部队长官                          | 人数                       | 备注 |
| ------------------------------------------------------------------------- | --------------------------------- | -------------------------- | --- |
| 第2军团 - 第41师 - 第48师                                                 | 徐源泉 - 丁治磐 - 徐继武          | 16929人                    | 漢口增援軍。八成为新兵。 守卫杨坊山、乌龙山要塞。 12月12日下午擅自放弃要塞渡江。 11851人安全撤离。                                      |
| 第66军 - 第159师 - 第160师                                                | 叶肇 - 谭邃 - 叶肇（兼）          | --或7000人 - 9000人        | 原為自吳縣傀儡湖以東撤來之部隊。 12月10日在中山门、玄武门内准备巷战。 12日与第154师由叶肇率领，从日军正面突围。 第160师成功突围3400人。 |
| 第71军 - 第87师                                                           | 王敬久 - 沈发藻                   | 8500人 或10000人           | 原為自吳縣以南撤來之部隊。 |
| 第72军 - 第88师                                                           | 孙元良 - 孙元良（兼）             | 6000人                     | 原為自崑山以東向南逕撤之部隊。 500人安全撤离                                                                                            |
| 第74军 - 第51师 - 第58师                                                  | 俞济时 - 王耀武 - 冯圣法          | 17000人 - 8000人 - 9000人  | 原為吳縣撤來之部隊。新兵4000人 5000人安全撤离                                                                                           |
| 第78军 - 第36师                                                           | 宋希濂 - 宋希濂（兼）             | 7000人 或10000人 或11968人 | 原為安亭鎮一帶逕撤南京之部隊。新兵3000人。 4937人安全撤离                                                                               |
| 第83军 - 第154师 - 第156师                                                | 邓龙光 - 巫剑雄 - 李江            |                            | 原為錫澄線撤來之部隊。 12日第154师与第66军由叶肇率领从日军正面突围。 第156师一部从下关过江。                                            |
| 教导总队 - 教导第1旅 - 教导第2旅 - 教导第3旅 - 直属炮团、 骑兵团、 工兵团 | 桂永清 - 周振强 - 胡启儒 - 马威龙 | 16000人 或35000人          | 新兵5000人。直属炮团、骑兵团、工兵团实际为营。 防守中山门附近城垣及紫金山。 4000人安全撤离。                                            |
| - 第103师 - 第112师                                                       | - 戴之奇（代） - 霍守义           | - 2000人                   | 原為江陰撤來之部隊。 |
| 宪兵部队 - 宪兵教导第2团 - 宪兵第2团 - 宪兵第10团                         | 萧山令（副）                      | 5490人                     | 2456人安全撤离 |
| 江宁要塞部隊                                                              | 邵百昌                            |                            | |

### 在南京附近作战的日军部队及部分暴行
| 部队单位（部队长，编成地） | 军事行动 | 日方资料记载的部分暴行 |
| --- | --- | --- |
| 华中方面軍（松井石根） | | |
| 上海派遣軍（朝香宮鳩彦） | | |
| 第9師團（吉住良輔，金泽） - 步兵第6旅团（秋山義兌） - 步兵第7联队（伊佐一男，金泽） - 步兵第35联队（藤井末吉，富山） - 步兵第18旅团（井出宣時） - 步兵第19联队（人見秀三，敦贺） - 步兵第36联队（脇坂次郎，鲭江） - 骑兵第9、野炮兵第9、工兵第9、辎重兵第9联队                  | - 12月9日突破淳化镇。 - 10日开始攻击南京城南光华门、雨花台一线。 - 入城以后“扫荡”安全区。 | - 12月14日开始“扫荡”安全区，搜捕已放下武器的中国士兵。至16日，第7联队共杀死约6500人。 |
| 第16師團（中島今朝吾，京都） - 步兵第19旅团（草場辰巳） - 步兵第9联队（片桐護郎，京都） - 步兵第20联队（大野宣明，福知山） - 步兵第30旅团（佐佐木到一） - 步兵第33联队（野田謙吾，津） - 步兵第38联队（助川静二，奈良） - 骑兵第20、野战重炮第22、工兵第16、辎重兵第16联队      | - 12月10日开始攻击南京城东的紫金山南北两侧。 - 13日攻入下关。 - 入城后“扫荡”范围包括:21： - 太平门以西、中山东路以北 - 中山路、中山北路以东，北到下关、上元门。 - 12月22日至1938年1月中旬担任城内警备:114。  | - 12月9日，16师团直属卫生队在炮兵学校一带“抓出100余人”，全部射杀。 - 12月13日，16师团处决杀害俘虏超过23000人。射杀下关江岸和江裏漂浮的溃兵与难民3000人以上。 - 14日，38联队在紫金山以北仙鹤门、尧化门一带“扫荡”俘虏并屠杀中国军民7200余人。在城内外其他地区扫荡、杀死的俘虏兵的死尸填满太平门外很宽的护城河。 - 14日，20联队“扫荡”安全区。1大队2中队在海军部屠杀中国军人数百人，4中队在难民营搜捕出约500人后在玄武门附近枪杀，“据说无论哪个中队都干了这种事情”。 - 15日，16师团在司法院难民收容所搜捕平民千余人、警察400余人，共2000余人全部押至汉中门外杀害并焚尸。 - 16日，16师团将在华侨招待所收容的难民5000余人押至下关江边射杀，尸体推入江中。 - 16日，20联队在紫金山以东马群、麒麟门一带屠杀至少7000人；33、38联队扫荡紫金山其他地区，屠杀数百人。 - 16日，中国士兵袭击麒麟门。38联队俘虏约200人，在马群逐一用枪刺从背后刺杀。 |
| 第3師團（藤田進，名古屋）先遣隊 - 步兵第18联队（鷹森孝，歧阜） | 作为二线部队，沿第9师团路线前进。 - 12月13日进入第9师团左翼参加攻击南京城。 | |
| 第13師團（--，仙台） - 山田支隊（山田栴二） - 步兵第103旅团司令部 - 步兵第65联队（两角業作，会津若松） | 攻城时处于16师团右翼，进攻南京北侧。 - 12月13日攻占乌龙山炮台，14日攻占幕府山炮台:112。 - 12月20日，从下关渡江到到浦口，之后返回师团。                                                                       | - 12月14日在幕府山一带俘获l4777名俘虏和难民，至15日约俘获2万人 - 15日得到方面军下达的适当处置俘虏的命令 - 16、17日将俘虏和难民分批引至江边鱼雷营等地全部杀害 - 至19日，将尸体焚烧后扔进长江灭迹 |
| 第11师团（--，善通寺） - 天谷支队（天谷直次郎） - 步兵第10旅团司令部 - 步兵第12联队（安達二十三，丸龟） - 其他 | - 1937年12月下旬开始在南京附近担任守备。 - 1938年1月16日进入南京城，接替第16师团担任城内警备:116。 | |
| 第10軍（柳川平助） | | |
| 第6師團（谷寿夫，熊本） - 步兵第11旅团（坂井德太郎） - 步兵第13联队（岡本保之，熊本） - 步兵第47联队（長谷川正憲，大分） - 步兵第36旅团（牛島滿） - 步兵第23联队（岡本鎮臣，都城） - 步兵第45联队（竹下義晴，鹿儿岛） - 骑兵第6、野炮兵第6、工兵第6、辎重兵第6联队              | 进攻雨花台方向。 - 12日攻入中华门一段城墙。 - 10日以一部沿城西长江东岸进攻，14日攻至下关。 - 13日从中华门入城。 - 在城内的行动区域南京城南部及西南:33： - 东起通过中华门的南北向马路、西至城墙、北至安全区。 | - 第45联队“扫荡”南京城以西的扬子江地区:27 - 12月14日 - 骑兵第6联队村上少尉处决300名俘虏。 - 第45联队第3大队第2补充兵梯队，在水西门将押送的100名俘虏全部射杀。 - 第45联队第2大队在下关俘虏5500人后将这批战俘释放。战俘行至江东门被同一联队的另一批日军屠杀。 - 12月15日 - 第23联队俘虏中国军警约2000人，押赴汉中门外“一如既往那样，以各式各样的方法杀掉。”“今日，遭遇了手持白旗无处可逃的中国人约2000人，其中有老有少，服饰各异，手无寸铁一齐跪在大路上，现场可谓是天下一奇观。然而我军并未接受投降，而是用各种方式将这些人屠杀。” - 12月16日： - 第23联队“据说今日捕获了1000名俘虏，被押到汉中门外全部枪杀或斩杀”。 - 第13联队在向芜湖进军途中，将“一千多名败逃中国士兵”集体枪杀在中华门外。 - 12月21日：第23联队“今日又是把无辜的中国人推倒后殴打至半死，再丢到壕沟中放火烧死。”                                                    |
| 第114師團（末松茂治，宇都宫） - 步兵第127旅团（秋山充三郎） - 步兵第66联队（山田常太，宇都宫） - 步兵第102联队（千葉小太郎，水户） - 步兵第128旅团（奥保夫） - 步兵第115联队（矢崎节三，高崎） - 步兵第150联队（山本重惪，松本） - 其他                                         | - 11月28日占领宜兴，12月2日占领溧阳。 - 随后与第6师团并列进攻雨花台方向。 | - 12月12日，第66联队第1大队在中华门至光华门城墙南面俘获1500余名俘虏。日军欺说只要投降就可以保全性命遣返。该大队战斗详报称，13日第127旅团命令“必须处决全部俘虏”，当晚处决完毕。:120 - 12月13日，第66联队在城内“扫荡”，俘虏一千数百人，按旅团长命令全部分批枪杀。 |
| 第5師團 - 國崎支隊（國崎登） - 步兵第9旅團司令部 - 步兵第41联队（山田铁二郎，福山） - 其他 | - 12月9日攻占安徽太平镇 - 10日从太平北面的慈湖镇过江北上。 - 13日进占下关对岸的浦口，切断中国军队渡江的退路。                                                                                                | |
| 第18師團（牛島貞雄，久留米） - 步兵第23旅团（上野龟甫） - 步兵第55联队（野副昌德，大村） - 步兵第56联队（藤山三郎，久留米） - 步兵第35旅团（手塚省三） - 步兵第114联队（片冈角次，小仓） - 步兵第124联队（小堺芳松，福冈） - 骑兵第22大队，野炮兵第12、工兵第12、辎重兵第12联队 | - 11月30日占领广德。 - 12月10日攻占芜湖。 - 11日停止向南京进攻，准备转向杭州作战。 | |
| 海军第3舰队（长谷川清） - 第11战队（近藤英次郎） | - 12月13日突破乌龙山封锁线， | - 12月13日，11战队扫射江面上漂浮的中国溃兵和难民，据日军报告射杀10000人。 - 15日至16日，停泊在南京附近的舰艇“扫荡”漂浮在江上的溃兵和难民。炮舰“二见”与“势多”扫荡宝塔水道（八卦洲）一带。 |

### 日军集体屠杀主要地点
本表格资料主要来自战后军事法庭的调查和审判记录。
| 时间              | 屠殺地點                   | 遇害人數      | 经过 | 倖存者（含見証人）                     |
| ----------------- | -------------------------- | ------------- | --- | -------------------------------------- |
| 1937年12月13-16日 | 下關                       | 5500人以上    | | 曹永興、陳光興、王秀英、尚德義（已故） |
| 1937年12月14-17日 | 煤炭港至上元门江边         | 5000人        | | 陳德貴、潘開明                         |
| 1937年12月15日    | 挹江门姜家园               | 300余人       | 下午2时，日军将居民300余人集中在姜家园南首，用机枪射杀，或放火烧死。                                                                |                                        |
| 1937年12月15日    | 漢中門                     | 2000余人      | 日军将在司法院难民区搜捕的军民1000余人、解除武装的军警400余人及数百名放下武器的士兵，押至汉中门，用机枪射杀，再以柴油、汽油焚烧灭迹 | 证人伍長德                             |
| 1937年12月15日    | 海军魚雷營                 | 9000余人      | 日军将俘虏的中国军民9000余人押至海军鱼雷营密集射杀，仅殷有余等9人逃生。                                                             | 证人殷有余等                           |
| 1937年12月16日    | 中山碼頭                   | 5000余人      | 日军将在华侨招待所难民营搜捕的5000余人押至中山码头射杀，沉尸长江灭迹。                                                              | 证人白增榮、梁廷芳                     |
| 1937年12月16日    | 大方巷广场                 | 400人至数万人 | 日军将在五条巷捕获的青年数万人集中在大方巷广场，挑出四五百人当场枪杀，其他人被押走，下落不明。                                      |                                        |
| 1937年12月16日    | 四条巷                     | 100余人       | 上午10时，日军将中山北路原法官训练所内的平民100余人拖至四条巷塘边，用机枪全部射杀。                                                 |                                        |
| 1937年12月17日    | 三叉河放生寺、慈幼院难民所 | 400-500人     | 日军集体枪杀平民四五百人。 |                                        |
| 1937年12月17日    | 煤炭港                     | 3000余人      | 日军将四处搜捕来的中国军民及南京电厂工人3000多人押至煤炭港下游江边集体射杀。                                                        |                                        |
| 1937年12月18日    | 下关南通路北               | 300余人       | 日军将中国军民300余人集合在麦地，用机枪射杀。                                                                                       |                                        |
| 1937年12月18日夜  | 草鞋峽                     | 5.7万人       | 日军将关押在幕府山下的军民俘虏5.7万人用铅丝捆扎，驱赶至草鞋峡，先用机枪扫射，再用刺刀刺杀，最后用煤油焚毁，沉入江中。               | 证人鲁甦                               |
| 1937年12月        | 中山门外                   | 3000余人      | 伪南京市督办高冠吾收尸3000余具，立无主孤魂碑                                                                                        | 孫成英                                 |
| 1937年12月        | 燕子磯江滩                 | 50000人以上   | | 唐光譜、葛仕坤、郭國強                 |
| 1937年12月        | 寶塔橋                     | 30000人以上   | |                                        |
| 1937年12月        | 花神廟                     | 7000人        | |                                        |
|                   | 龍江口                     | 700人以上     | |                                        |
|                   | 靈谷寺                     | 40000人以上   | | 陳光秀、陸玉華、邵翰珍                 |
|                   | 江東門                     | 10000人以上   | | 劉修榮                                 |
|                   | 上新河                     | 30000人       | | 邢久發、何玉峰                         |
|                   | 雨花台                     | 10000人       | |                                        |

### 部分埋尸记录
| 收埋单位                     | 时间                     | 人数                         | 资料来源 | 备注                                                                             |
| ---------------------------- | ------------------------ | ---------------------------- | --- | -------------------------------------------------------------------------------- |
| 世界红十字会南京分会         | 1937.12.22-1938.10.30    | 43123                        | | 有大量前期资料、日方资料、安全区国际委员会资料及参与埋尸者的口碑资料佐证         |
| 崇善堂                       | 1937年12月下旬—1938年5月 | 112267                       | 该堂于战后呈送给审判战犯军事法庭的埋尸统计表中记载：组织“崇字掩埋队”，堂长周一渔任队长，共于城区收埋尸体7548具，乡区收尸104718具。当年参加该堂掩埋队埋尸的崔金贵老人证明：崇善堂除分4个掩埋分队外，还雇用大批临时工；埋尸的时候，埋的人不计数，按天算钱，有专人跟着计数。 | 该堂埋尸资料为战后回忆编成，埋尸当时的前期资料较少。                             |
| 中国红十字会南京分会         | 1937.12-1938.5           | 22691                        | 收埋尸体分两队进行，以下关地区为主，有时也展延到东至迈皋桥、西至水西门、南至鼓楼与新街口一带。 | 1938年1月5日后得日军许可，有按日清晰记录。                                       |
| 同善堂                       |                          | 7000余                       | | 与中国红十字会南京分会有交叉。                                                   |
| 世界红十字会八卦洲分（支）会 |                          | 1556                         | 该会在1945年12月20日的一份函件中提及：“沿洲江岸，被敌舰机枪射死者一百八十四名，沿江两岸浮尸一千二百十八具，在江中打捞者一百五十七具，分别掩埋。”:193 | 南京分会在此已将八卦洲分会的工作计入。                                           |
| 南京代葬局                   |                          | 10000余                      | 该局曾自行收埋被遇难者尸体，后随掩埋队长夏元芝供职于伪南京市自治委员会救济科及伪督办南京市政公署卫生处（局），其掩埋队亦受雇于伪政权相关机关，继续从事掩埋工作。夏元芝战后在1946年10月7日为其汉奸嫌疑的一份辩护状中称：“在首都沦陷后，本市军民为敌军惨杀者为数甚众，因之尸体遍地，伤心惨目。被告B焉忧之，遂即派员率领代葬局全体掩埋伕役，终日收埋被惨杀之军民尸体约万余具。”:189-190 |                                                                                  |
| 顺安善堂                     |                          | 约1500                       | 周其芳、区长萧石楼对该堂情况所填调查登记表：“迨至南京事变后，对于掩埋沿江野岸遗尸露骨，人工费用，约去陆佰元。施材一项，以本年计算，约有柒佰贰拾元。”:197 | 收埋数按照当时每具尸体付0.4元计算。                                              |
| 明德慈善堂                   | 1938年                   | 700余                        | 1940年12月26日陈家伟堂长填具报表，在“殇亡”栏内，填有：“廿七年春，掩埋七百余具”字样。:198 |                                                                                  |
| 众志复善堂                   |                          |                              | 1938年10月众志复善堂堂致伪行政院长梁鸿志呈文：“上年京市事变以后，本堂对于各处抛露尸骸掩埋、义冢培土工作，不遗余力，其施材已告罄，所办施药、送诊、恤嫠各项慈善事务，均在积极进行中。” |                                                                                  |
| 城西市民掩埋队               |                          | 28730                        | 上新河湖南木商盛世征、昌开运等组织。盛、昌二人1946年1月呈文南京市抗战损失调查委员会称：“（上新河一带）尸横遍野，人血染地，凄惨万状”，“可怜死者抛尸露骨，民等不忍，助款雇工将尸掩埋。每具尸体以法币四角，共费法币一万余元”。 | 所费金额、所埋尸体数字，均有精确可靠计数。                                       |
| 城南市民掩埋队               | 1938年1月7日-2月中下旬   | 7000余                       | 市民芮芳缘、张鸿儒、杨广才等组织，共30余人。芮、张、杨1945年12月具结称：“由南门外附廓至花神庙一带，经四十餘日之积极工作，计掩埋难民尸体约五千余具，又在兵工厂宿舍二楼、三楼上经掩埋国军兵士尸体约二千余具，分别埋葬雨花台山下及望江矶花神庙等处”。 |                                                                                  |
| 回民掩埋队                   | 约1938年2月-4月          | 400                          | 鸡鹅巷清真寺以玛目王寿仁等负责，以收埋回民尸体为主，主要在五台山、东瓜市、峨嵋岭一带埋葬，前后共活动3个多月。阿訇沈锡恩回忆说：“最初是埋一具登记一具，以后无法再逐个登记，收埋的总数不下四百具。” | 持“南京回教公会掩埋队”和“南京市红卐字会掩埋队”两面旗帜。与红卐字会掩埋队有交叉。 |
| 北家边村民掩埋队             |                          | 6000                         | 北家边“万人坑”唯一的幸存者严兆江为首，在南京城东北部尧化门外乌龙山一带活动。日军曾在这里一次屠杀6000名军民，将尸体推入两个上千平方米的大水塘。严兆江回忆说：“当初，我和20多位乡亲在塘裏捞死尸埋，捞了半个多月，足足有6000多具尸体在这两口塘裏……这些尸体全埋在乌龙山、黄毛山和‘万人坑’附近了。”                                                                                       |                                                                                  |
| 伪南京市政公署               | 1938年10月后             | 3000余                       | 公署督办高冠吾收尸1938年10月就任后，即有村民报告，中山门外灵谷寺至马群一带，有遗骨3000余具。高令卫生局派掩埋队前往埋葬，计工作40余日，开支909元，“悉将骸骨三千余具，葬于灵谷寺之东，深埋以远狐兔，厚封以识其处，立无主孤魂之碑，且使执事夏元芝以豚蹄、只鸡、酒饭奠之，俾妥幽魂”。 | 与南京代葬局有交叉。                                                             |
| 伪下关区公所                 |                          | 3240                         | 区长刘连祥报告：收埋下关、三汊河地区尸体3240具 |                                                                                  |
| 伪第一区公所                 | 1938年2月                | 1233                         | 1938年2月工作报告：该月计埋尸1233具 |                                                                                  |
| 日军第13师团第65联队         |                          | 10000余（抛入江中）          | 该部宫本省吾、远藤高明、大寺隆、高桥光夫、菅野嘉雄等资料记录该部在幕府山下将万余尸体抛入江中，予以「清理」。 |                                                                                  |
| 日军第16师团第33联队         |                          | 大量尸体抛入长江             | 该部官兵吉井光之助、金谷正敏、下村宇一郎、上西义雄、山冈敏一等的口述资料：见证该部将大量尸体直接抛入长江。 |                                                                                  |
| 日军第16师团                 |                          | 大量尸体掩埋在太平门         | 官兵山田裕美、下村宇一郎、西田泰雄等：日军在太平门曾将大量尸体就地掩埋。 |                                                                                  |
| 日军南京碇泊场司令部         | 1937年12月14日—18日      | 10万（抛入江中或焚烧、掩埋） | 太田寿男1952年供词：南京碇泊场司令部的太田寿男和安达由己两名少佐，指挥800名士兵，动用30隻小船和10辆汽车，在下关共将10万具尸体抛尸入江或焚烧、掩埋。 | 孤证。与谷健郎日记和回忆矛盾。                                                   |
| 日军南京碇泊场司令部         | 1937年12月26日—28日      | 数千                         | 12月26日的日记：“下午指挥40名苦力顶着恶臭清除了千余具尸体。真是惨不忍睹，的确是人间地狱。”其他回忆：“从26日清早开始”，“好像直到第三天的正午时分才结束。” | 孤证。与太田寿男矛盾。                                                           |
| 世界红十字会、崇善堂         |                          | 66308                        | 《民国二十六年南京大屠杀死难者埋葬处摄影成册》残本（5页）：含18个死难者埋葬处图片，每张图片有文字详细记录掩埋地点、被掩埋人数、收殓单位以及掩埋者。掩埋地点分别为：阴阳营南秀村、北秀村、上新村、古林寺、新华门、莫愁湖等地，掩埋死难者共计66308人，由城内各处收殓，分别由世界红十字会和崇善堂等组织掩埋。                                                                           | 在城内收敛的部分尸体。                                                           |

## 延伸阅读
[在维基数据编辑]
 《陷京三月記》

## 外部連結
- 侵华日军南京大屠杀遇难同胞纪念馆
- 中国社科院近代史研究所：南京大屠杀遇难同胞纪念
- 李恩涵：〈日軍南京大屠殺所涉及的戰爭國際法問題（页面存档备份，存于）〉。
- 李恩涵：〈日本軍南京大屠殺數目問題──戰時日軍暴行的研究之三（页面存档备份，存于）〉。
- 李恩涵：〈日軍南京大屠殺的屠殺令問題（页面存档备份，存于）〉。
- 中國軍網：南京大屠殺81週年紀年專題（页面存档备份，存于）
- 新浪网：永不忘却——南京大屠殺史實（页面存档备份，存于）
- 中日网：南京大屠杀论文
- Judgment International Military Tribunal for the Far East（页面存档备份，存于）
- 田伯烈：外人目睹中之日军暴行（页面存档备份，存于）
- 當年有關南京大屠殺事件的機密英文譯本記錄（页面存档备份，存于）
- The Nanking Massacre Project: A Digital Archive of Documents & Photographs from American Missionaries Who Witnessed the Rape of Nanking From the Special Collections of the Yale Divinity School Library（页面存档备份，存于）
- Online Documentary: The Nanking Atrocities
- 洞富雄著, 毛良鸿、朱阿根译. 《南京大屠杀》（页面存档备份，存于）. 上海:上海译文出版社．1987年8月.
- 张纯如. 《被遗忘的大屠杀：南京暴行》.
- 约翰·拉贝. 《拉贝日记》.
- 东史郎. 《东史郎日记（页面存档备份，存于）》
- 程兆奇. 《日本现存南京大屠杀史料研究》后记
- Japanese Army's Atrocities - Nanjing Massacre（页面存档备份，存于） - Contains archived documents including photos and maps.
- 对日本部分人不正确对待第二次世界大战中日本侵略历史的考察